# La Teste-de-Buch
Pour les articles homonymes, voir Teste et Buch.
La Teste-de-Buch [la tɛstə də byʃ] est une commune du Sud-Ouest de la France, située près d'Arcachon dans le département de la Gironde, en région Nouvelle-Aquitaine. Elle fait partie de la région historique de la Gascogne. C'est une des plus grandes communes de France en superficie. C'est sur cette commune que se situe la célèbre dune du Pilat.
Elle comporte trois secteurs urbains séparés par une immense forêt domaniale : La Teste-Centre, de loin le plus peuplé, Cazaux et Pyla-sur-Mer.
Ses habitants sont appelés les Testerins ; ceux de Cazaux les Cazalins, et ceux du Pyla-sur-Mer les Pylatais.

## Géographie

### Description

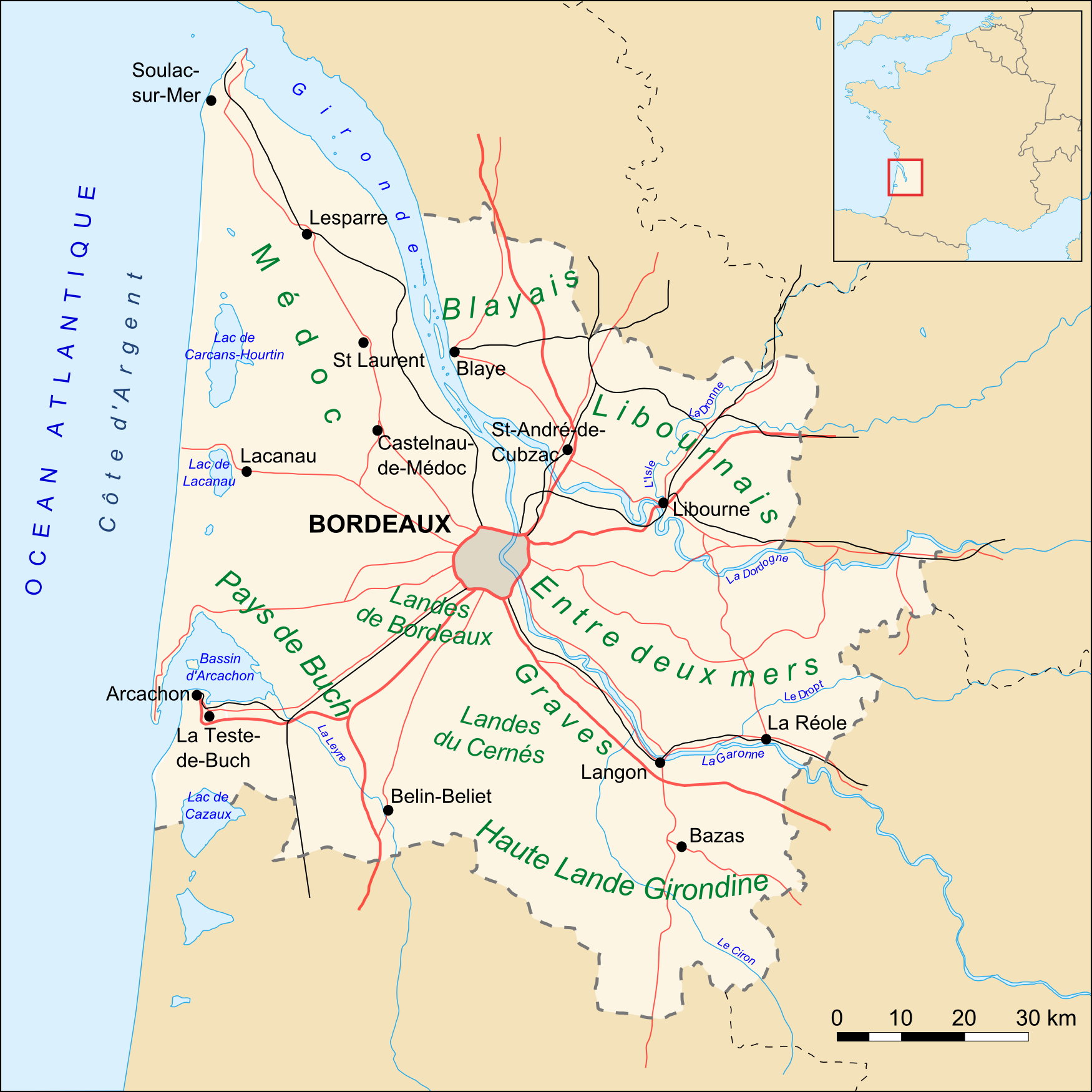
La Teste, en bas à gauche de la carte.

Capitale du Pays de Buch, située dans le département de la Gironde au cœur des Landes de Gascogne, La Teste-de-Buch est une commune localisée au sud du bassin d'Arcachon, entre Arcachon et Gujan-Mestras. Avec les eaux du bassin pour le nord, elle limite au sud la ville d'Arcachon, ancien hameau de La Teste. Elle est limitrophe du département des Landes.
À l'ouest de la commune, se trouve la dune du Pilat continuée vers le sud par les plages océanes.
Au sud, se trouve le lac de Cazaux et de Sanguinet, partagé entre le département de la Gironde et celui des Landes.
L'essentiel du reste de la commune est constitué de dunes anciennes, couvertes en particulier par la forêt usagère dont le boisement naturel a peu évolué au cours des siècles. C'est une des rares forêts naturelles des Landes de Gascogne.

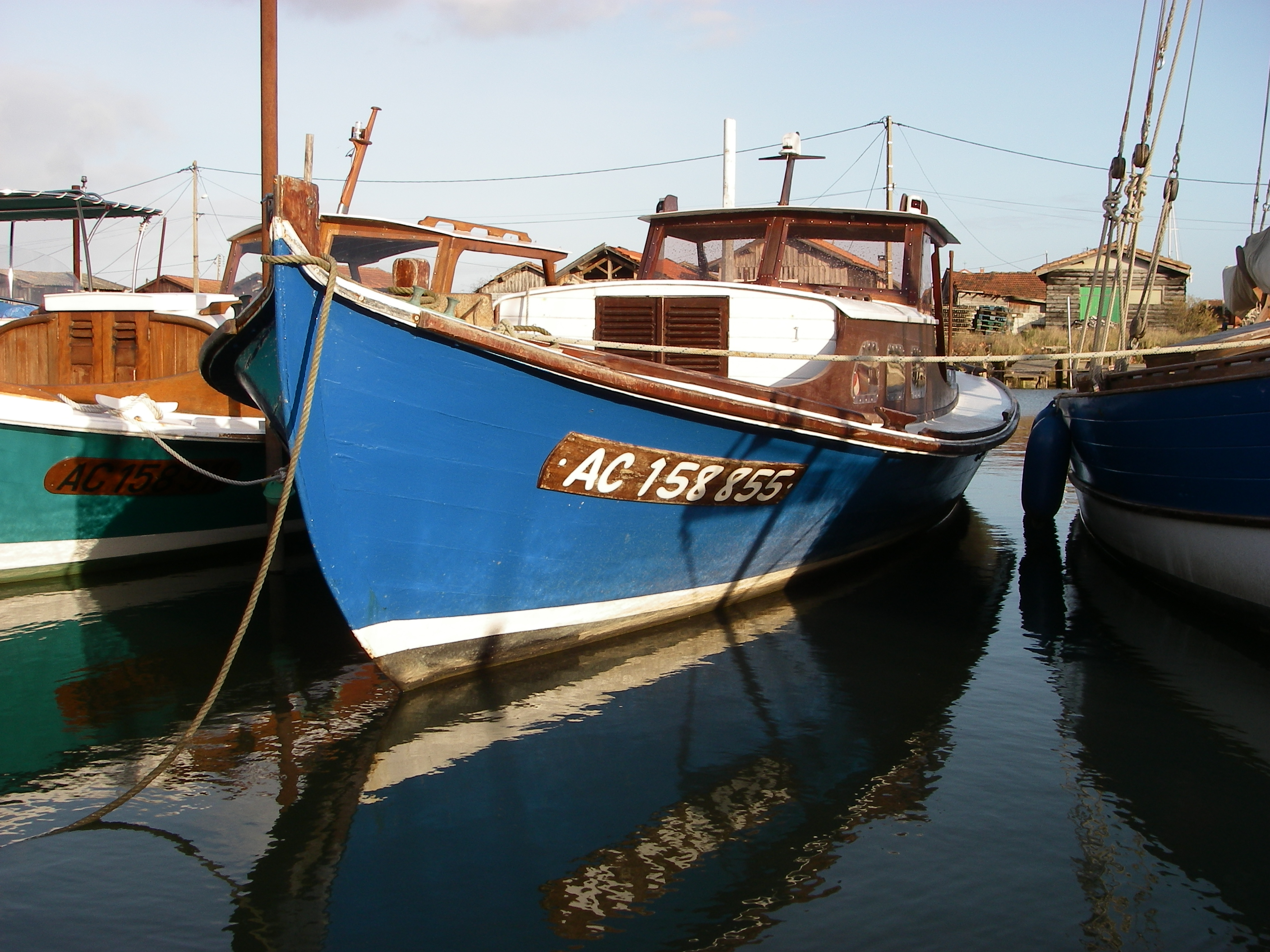
Pinasse sur le port de La Teste-de-Buch.

La station balnéaire de Pyla-sur-Mer, le village de Cazaux, l'Aiguillon, l'île aux oiseaux et le banc d'Arguin appartiennent au territoire communal de La Teste-de-Buch.
C'est en 1976 que la ville a cédé à la commune de Lège la presqu'île du cap Ferret. Elle dépendait jusqu'alors de son territoire, faisant de La Teste-de-Buch l'une des plus grandes communes de France par la superficie et celle qui possédait la plus longue façade maritime (sur l'océan et le bassin d'Arcachon).

### Communes limitrophes
Les communes limitrophes sont  Arcachon, Biscarrosse, Gujan-Mestras, Lège-Cap-Ferret et Sanguinet.
| Bassin d'Arcachon | Arcachon             | Bassin d'Arcachon  |
| Océan Atlantique  | La Teste-de-Buch     | Gujan-Mestras      |
|                   | Biscarrosse (Landes) | Sanguinet (Landes) |

### Climat
Le climat qui caractérise la commune est qualifié, en 2010, de « climat océanique altéré », selon la typologie des climats de la France qui compte alors huit grands types de climats en métropole. En 2020, la commune ressort du même type de climat dans la classification établie par Météo-France, qui ne compte désormais, en première approche, que cinq grands types de climats en métropole. Il s’agit d’une zone de transition entre le climat océanique, le climat de montagne et le climat semi-continental. Les écarts de température entre hiver et été augmentent avec l'éloignement de la mer. La pluviométrie est plus faible qu'en bord de mer, sauf aux abords des reliefs.
Les paramètres climatiques qui ont permis d’établir la typologie de 2010 comportent six variables pour les températures et huit pour les précipitations, dont les valeurs correspondent à la normale 1971-2000. Les sept principales variables caractérisant la commune sont présentées dans l'encadré ci-après.
| Paramètres climatiques communaux sur la période 1971-2000 - Moyenne annuelle de température : 13,5 °C - Nombre de jours avec une température inférieure à −5 °C : 0,7 j - Nombre de jours avec une température supérieure à 30 °C : 4,7 j - Amplitude thermique annuelle : 13,9 °C - Cumuls annuels de précipitation : 929 mm - Nombre de jours de précipitation en janvier : 12,9 j - Nombre de jours de précipitation en juillet : 6,6 j |

Avec le changement climatique, ces variables ont évolué. Une étude réalisée en 2014 par la direction générale de l'Énergie et du Climat complétée par des études régionales prévoit en effet que la  température moyenne devrait croître et la pluviométrie moyenne baisser, avec toutefois de fortes variations régionales. La station météorologique de Météo-France installée sur la commune et mise en service en 1921 permet de connaître l'évolution des indicateurs météorologiques. Le tableau détaillé pour la période 1981-2010 est présenté ci-après.
La température moyenne annuelle évolue de  pour 1981-2010 à  pour 1991-2020.
| Mois                                  | jan.             | fév.             | mars            | avril           | mai             | juin           | jui.          | août           | sep.            | oct.            | nov.            | déc.             | année      |
| ------------------------------------- | ---------------- | ---------------- | --------------- | --------------- | --------------- | -------------- | ------------- | -------------- | --------------- | --------------- | --------------- | ---------------- | ---------- |
| Température minimale moyenne (°C)     | 2,5              | 2,5              | 4,5             | 6,6             | 10,3            | 13,3           | 15,1          | 15             | 12,1            | 9,7             | 5,6             | 3,2              | 8,4        |
| Température moyenne (°C)              | 6,7              | 7,4              | 9,9             | 11,8            | 15,5            | 18,5           | 20,6          | 20,6           | 18              | 14,8            | 10              | 7,2              | 13,4       |
| Température maximale moyenne (°C)     | 10,9             | 12,2             | 15,2            | 17              | 20,8            | 23,7           | 26            | 26,3           | 24              | 19,8            | 14,4            | 11,2             | 18,5       |
| Record de froid (°C) date du record   | −15,7 16.01.1985 | −13,7 04.02.1963 | −9,6 06.03.1971 | −3,7 04.04.1935 | −1,8 02.05.1938 | 3,6 02.06.1936 | 5 11.07.1972  | 3,5 16.08.1922 | −0,7 24.09.1928 | −4 30.10.1949   | −8,4 23.11.1988 | −12,5 25.12.1962 | −15,7 1985 |
| Record de chaleur (°C) date du record | 22 05.01.1999    | 26,2 27.02.19    | 28,6 25.03.1955 | 33,2 30.04.05   | 35,1 26.05.1973 | 40,2 30.06.15  | 40,6 30.07.20 | 42 04.08.03    | 38,4 10.09.1926 | 31,4 03.10.1983 | 26,3 08.11.15   | 22,8 03.12.1985  | 42 2003    |
| Ensoleillement (h)                    | 99,9             | 115,1            | 177,1           | 192,7           | 226,7           | 245,7          | 255,9         | 244,5          | 210,6           | 148,4           | 99,3            | 85,6             | 2 101,3    |
| Précipitations (mm)                   | 95,5             | 74,9             | 66,4            | 79,6            | 62              | 56,4           | 46,9          | 59,1           | 77,8            | 99,9            | 120,8           | 107              | 946,3      |

## Urbanisme

### Typologie
Au 1er janvier 2024, La Teste-de-Buch est catégorisée centre urbain intermédiaire, selon la nouvelle grille communale de densité à sept niveaux définie par l'Insee en 2022.
Elle appartient à l'unité urbaine de La Teste-de-Buch-Arcachon, une agglomération intra-départementale regroupant quatre  communes, dont elle est ville-centre,,. Par ailleurs la commune fait partie de l'aire d'attraction d'Arcachon - La Teste-de-Buch, dont elle est une commune de la couronne,. Cette aire, qui regroupe 2 communes, est catégorisée dans les aires de moins de 50 000 habitants,.
La commune, bordée par un plan d’eau intérieur d’une superficie supérieure à 1 000 hectares, le lac de Cazaux et de Sanguinet, est également une commune littorale au sens de la loi du 3 janvier 1986, dite loi littoral. Des dispositions spécifiques d’urbanisme s’y appliquent dès lors afin de préserver les espaces naturels, les sites, les paysages et l’équilibre écologique du littoral, tel le principe d'inconstructibilité, en dehors des espaces urbanisés, sur la bande littorale des 100 mètres, ou plus si le plan local d’urbanisme le prévoit.

### Occupation des sols

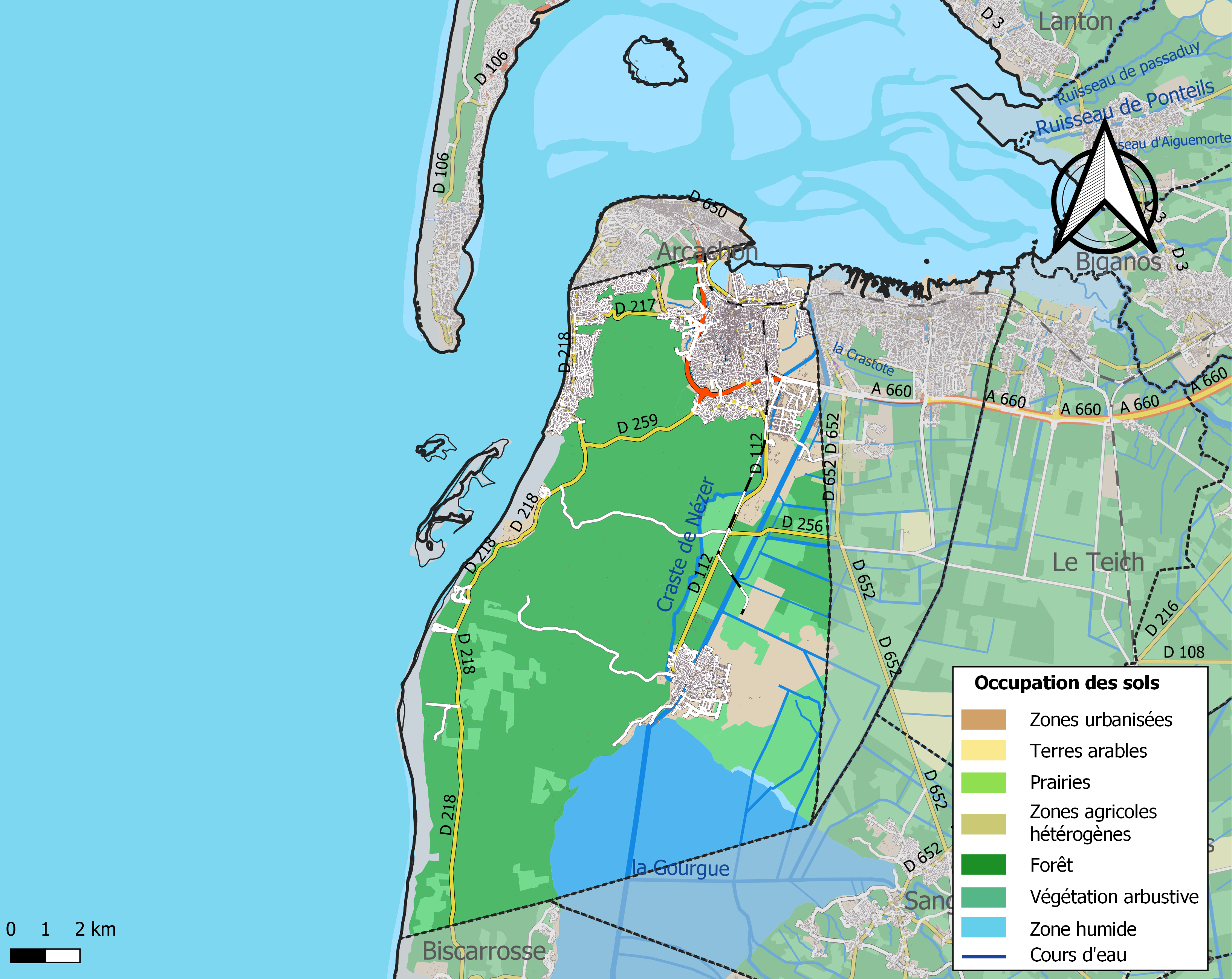
Carte des infrastructures et de l'occupation des sols de la commune en 2018 (CLC).

L'occupation des sols de la commune, telle qu'elle ressort de la base de données européenne d’occupation biophysique des sols Corine Land Cover (CLC), est marquée par l'importance des forêts et milieux semi-naturels (66,6 % en 2018), en diminution par rapport à 1990 (69,6 %). La répartition détaillée en 2018 est la suivante : 
forêts (52,1 %), eaux continentales (11,9 %), milieux à végétation arbustive et/ou herbacée (11,4 %), zones urbanisées (10,3 %), zones industrielles ou commerciales et réseaux de communication (5,7 %), espaces verts artificialisés, non agricoles (3,5 %), espaces ouverts, sans ou avec peu de végétation (3,1 %), zones humides côtières (1,1 %), eaux maritimes (0,9 %). L'évolution de l’occupation des sols de la commune et de ses infrastructures peut être observée sur les différentes représentations cartographiques du territoire : la carte de Cassini (XVIIIe siècle), la carte d'état-major (1820-1866) et les cartes ou photos aériennes de l'IGN pour la période actuelle (1950 à aujourd'hui).

### Voies de communication et transports

#### Réseaux urbains de bus

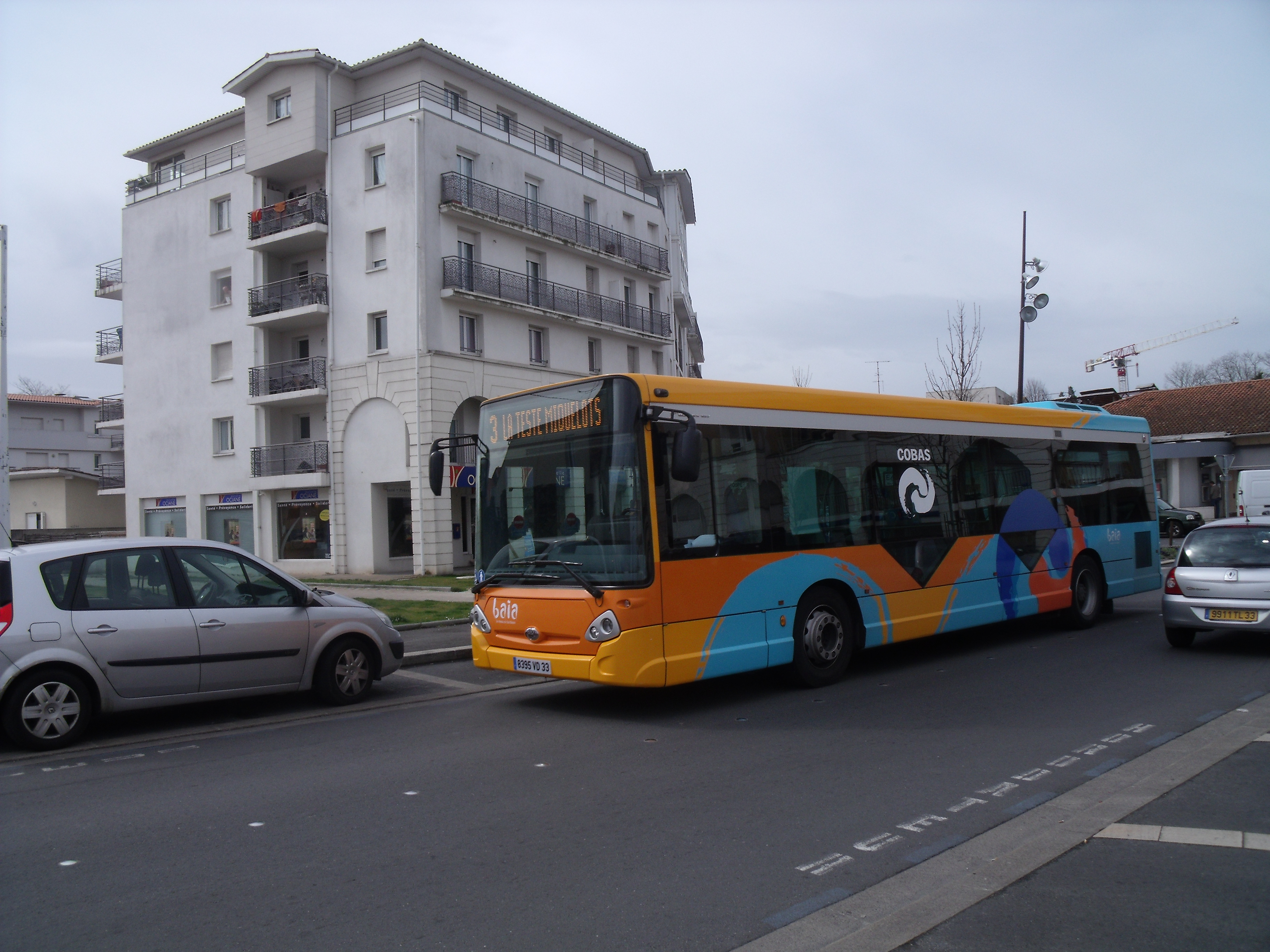
Un bus de la ligne 3 place Jean Hameau.

Le réseau urbain de bus Baïa dessert les communes du bassin d'Arcachon Sud -COBAS-
(Arcachon, La Teste-de-Buch, Gujan-Mestras et Le Teich)
Les lignes 1 à 8 et la ligne 6 (l'été uniquement) desservent ces communes.
Les lignes A à G desservent uniquement les centres des villes de la COBAS.
Depuis 2007 le tarif reste fixé à 1€. http://www.bus-baia.fr/

#### Transport ferroviaire

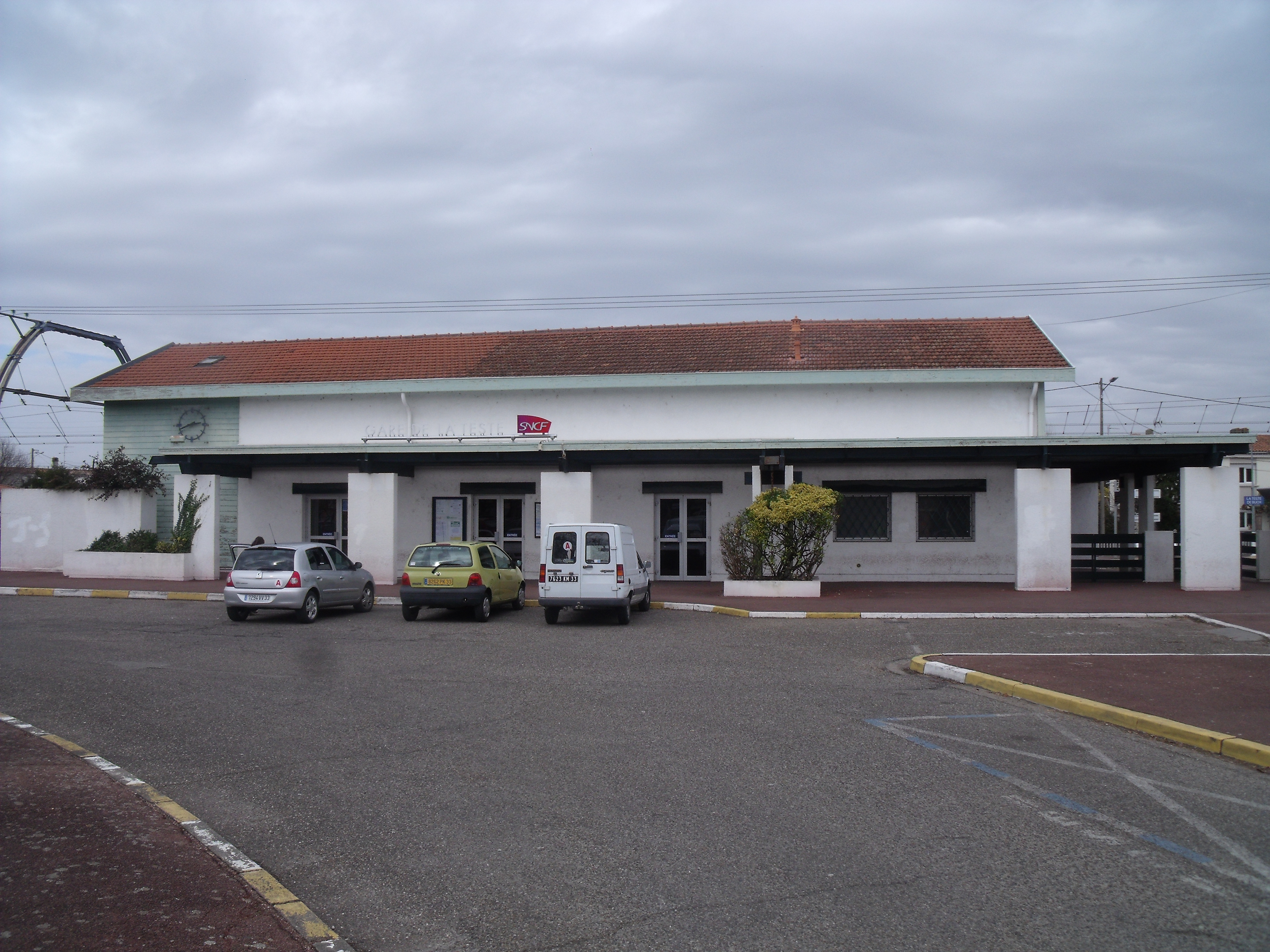
Gare de La Teste.

La gare de La Teste  est desservie par les TER Nouvelle-Aquitaine reliant Bordeaux à Arcachon ainsi que, rarement, par les TGV de Paris à Arcachon. Elle est située près du port. La première gare de La Teste inaugurée le 6 juillet 1841 avec l'arrivée du premier train la reliant à Bordeaux (gare située près de la Barrière de Pessac), constituait alors le terminus de la première ligne de chemin de fer ouverte dans le Sud-Ouest de la France. C'est là que descendaient les voyageurs désirant se rendre aux établissements de bains de mer d'Arcachon. En 1857, la ligne fut prolongée jusqu'à Arcachon. En 1876, une nouvelle ligne aboutissant à la gare de La Teste, la relia à celle de Cazaux Lac ; le train à vapeur qui circulait sur les 13 km de cette ligne fut familièrement appelé « le Cazalin ».

#### Aérodrome du bassin d'Arcachon
L'aérodrome d'Arcachon - La Teste-de-Buch, créé le 24 mai 1948, est situé sur la commune de La Teste-de-Buch. Il est l'une des premières réalisation de la Communauté d'agglomération du Bassin d'Arcachon Sud (COBAS).

#### Pistes cyclables
- Grande étendue de pistes cyclables qui jalonnent de part en part le bassin d'Arcachon, reliant Biscarrosse au Pyla, le Pyla à La Teste-de-Buch, La Teste-de-Buch à Arcachon
- Location de vélo sur La Teste

### Risques majeurs
Le territoire de la commune de La Teste-de-Buch est vulnérable à différents aléas naturels : météorologiques (tempête, orage, neige, grand froid, canicule ou sécheresse), inondations, feux de forêts, mouvements de terrains et séisme (sismicité très faible). Il est également exposé à un risque particulier : le risque de radon. Un site publié par le BRGM permet d'évaluer simplement et rapidement les risques d'un bien localisé soit par son adresse soit par le numéro de sa parcelle.

#### Risques naturels
La commune fait partie du territoire à risques importants d'inondation (TRI) d’Arcachon, regroupant les 10 communes du bassin d'Arcachon concernées par un risque de submersion marine, un des 18 TRI qui ont été arrêtés fin 2012 sur le bassin Adour-Garonne. Aux XXe et XXIe siècles, les événements significatifs sont ceux de 1882, 1896, 1897 puis 1924, 1951, 1984 et 1999. Au XXe siècle, les tempêtes Klaus, entre le 23 et le 25 janvier 2009 et Xynthia des 27 et 28 février 2010 ont marqué les esprits. Des cartes des surfaces inondables ont été établies pour trois scénarios : fréquent (crue de temps de retour de 10 ans à 30 ans), moyen (temps de retour de 100 ans à 300 ans) et extrême (temps de retour de l'ordre de 1 000 ans, qui met en défaut tout système de protection). La commune a été reconnue en état de catastrophe naturelle au titre des dommages causés par les inondations et coulées de boue survenues en 1982, 1992, 1993, 1999, 2009, 2013 et 2020,.
La Teste-de-Buch est exposée au risque de feu de forêt. Un incendie important s'est notamment produit en 2022. Depuis le 20 avril 2016, les départements de la Gironde, des Landes et de Lot-et-Garonne disposent d’un règlement interdépartemental de protection de la forêt contre les incendies. Ce règlement vise à mieux prévenir les incendies de forêt, à faciliter les interventions des services et à limiter les conséquences, que ce soit par le débroussaillement, la limitation de l’apport du feu ou la réglementation des activités en forêt. Il définit en particulier cinq niveaux de vigilance croissants auxquels sont associés différentes mesures,.
Les mouvements de terrains susceptibles de se produire sur la commune sont des avancées dunaires. La migration dunaire est le mouvement des dunes, vers l’intérieur des terres. Les actions conjuguées de la mer et du vent ont pour effet de déplacer les sables et donc de modifier la morphologie du littoral, notamment avec la dune du Pilat. En effet, celle-ci est un exemple significatif puisque avec ses 104 mètres de hauteur, 2 700 mètres de long, 500 mètres de large et son volume de sable est évalué à 60 millions de m3, l’avancée dunaire peut y atteindre sur certains secteurs plus de 3 mètres par an en moyenne.

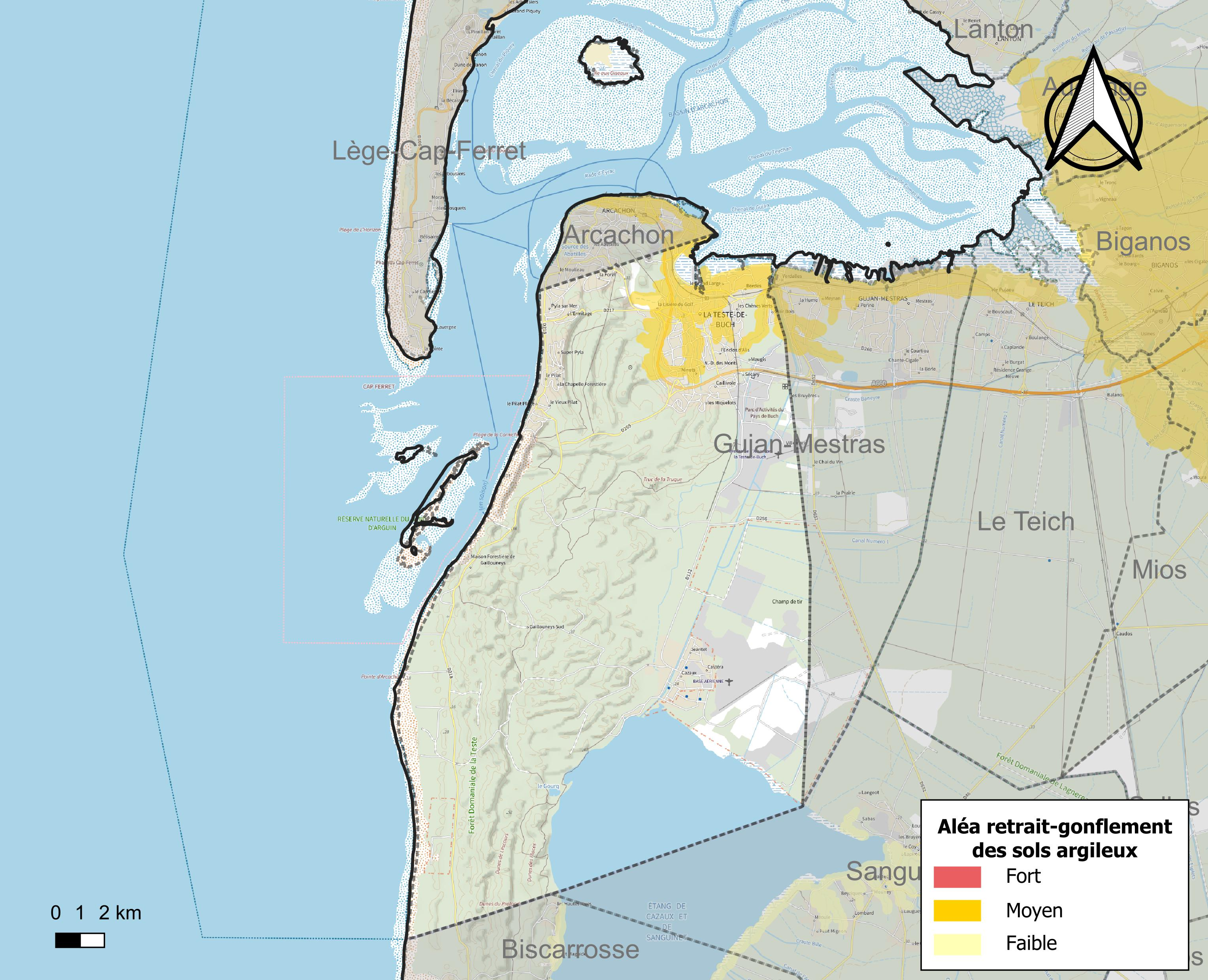
Carte des zones d'aléa retrait-gonflement des sols argileux de La Teste-de-Buch.

Le retrait-gonflement des sols argileux est susceptible d'engendrer des dommages importants aux bâtiments en cas d’alternance de périodes de sécheresse et de pluie. 4,6 % de la superficie communale est en aléa moyen ou fort (67,4 % au niveau départemental et 48,5 % au niveau national). Sur les 13 021 bâtiments dénombrés sur la commune en 2019, 4 255 sont en aléa moyen ou fort, soit 33 %, à comparer aux 84 % au niveau départemental et 54 % au niveau national. Une cartographie de l'exposition du territoire national au retrait gonflement des sols argileux est disponible sur le site du BRGM,.
Concernant les mouvements de terrains, la commune a été reconnue en état de catastrophe naturelle au titre des dommages causés par des mouvements de terrain en 1999.

#### Risque particulier
Dans plusieurs parties du territoire national, le radon, accumulé dans certains logements ou autres locaux, peut constituer une source significative d’exposition de la population aux rayonnements ionisants. Certaines communes du département sont concernées par le risque radon à un niveau plus ou moins élevé. Selon la classification de 2018, la commune de La Teste-de-Buch est classée en zone 2, à savoir zone à potentiel radon faible mais sur lesquelles des facteurs géologiques particuliers peuvent faciliter le transfert du radon vers les bâtiments.

## Toponymie
Le toponyme est documenté sous les formes La Testa in Bogio (1326), La Teste ou Cap de Buch (1651, carte d'Abbeville)… En gascon, le nom de la commune est La Tèsta de Bug.
Le terme Buch proviendrait du terme Boiates, la tribu celtique ou pré-celtique qui vivait autrefois dans la région.
Teste (tèsta) est le cognat gascon du français tête (qui se dit plutôt cap en gascon) ; il s'agit donc du « bout », du « terme » du pays de Buch. En effet La Teste, qui était la capitale de ce pays (après le déclin de La Mothe-en-Buch et avant l'essor d'Arcachon), représentait la dernière grande ville face au bassin et aux dunes littorales.
Un décret du 8 juin 1994, publié au Journal officiel du 12 juin de la même année, établit que La Teste se nommera désormais La Teste-de-Buch.

## Histoire

### Époque préhistorique
Comme l'impose la loi dans le cas d'opérations immobilières impliquant des excavations, de récentes fouilles ont été effectuées par l'Institut national de recherche archéologique préventive (INRAP) sur les emplacements concernés. Plusieurs campagnes de fouilles ont donc été menées entre 2005 et 2013 dans le Bourg même de La Teste. En 2010 on y a découvert des vestiges de l'âge du bronze faisant remonter une occupation du secteur à environ 1500 av. J-C. Les équipes de l'INRAP se sont aussi intéressées à l'examen de la zone côtière au sud du Pilat où l'avancée des dunes vers l'intérieur des terres avait mis au jour des traces d'habitat ancien. En 2012, deux silex taillés ont été découverts du côté du Petit Nice ; identifiés comme étant du Paléolithique, ils feraient dater à 30 000 ans une présence humaine dans un habitat bien plus éloigné de la côte que sa situation actuelle pourrait le laisser croire, en raison du mouvement dunaire et de l'érosion du littoral.

### Époque antique, les Boïates
L’histoire de La Teste est profondément liée à celle du Pays de Buch et de la Gascogne landaise. Des traces attestées de peuplement dans la région dateraient du VIIIe siècle av. J.-C. quand les Boïates, peuple aquitain, s'installent autour de la baie d’Arcachon. Les petites ramifications débouchant dans la baie d’Arcachon sont le siège de petits ports. Le plus important port est celui de Boïos, centre principal de la peuplade des Boïates. Selon l’itinéraire d’Antonin, Boïos qui a disparu, se situait à l’embouchure de la Leyre en un lieu proche de la commune actuelle de Biganos. Les Boïates pratiquent la pêche, la chasse, l'élevage, cultivent la terre et probablement déjà la vigne. En exploitant les ressources de la forêt, ils mettent au point les premières techniques de gemmage et développent la fabrication du brai, utilisé pour l'étanchéification intérieure et extérieure (calfatage) des coques de bateaux, obtenu par cuisson de la résine dans des fours en terre. Place importante, Boïos fut le siège d’un évêché dès le IIIe siècle. Vers le Ve siècle, les Vandales anéantissent par le feu la moitié du pays fortement boisé. Obligés de fuir devant les dunes que l’incendie avait rendues mobiles, les Boïates fondèrent une nouvelle bourgade au pied des dunes qui fut appelé plus tard « Cap-de-Buch ». Le nom des Boïates se transforma en celui des « Bougés ». La destruction par le feu des forêts reconstituées rendit à nouveau mobiles les dunes menaçant le groupe d’habitations de Cap-de-Buch. Les Bougès reconstruisirent à nouveau leur village plus à l’est à l’endroit où se trouve aujourd’hui La Teste-de-Buch.

### Au Moyen Âge

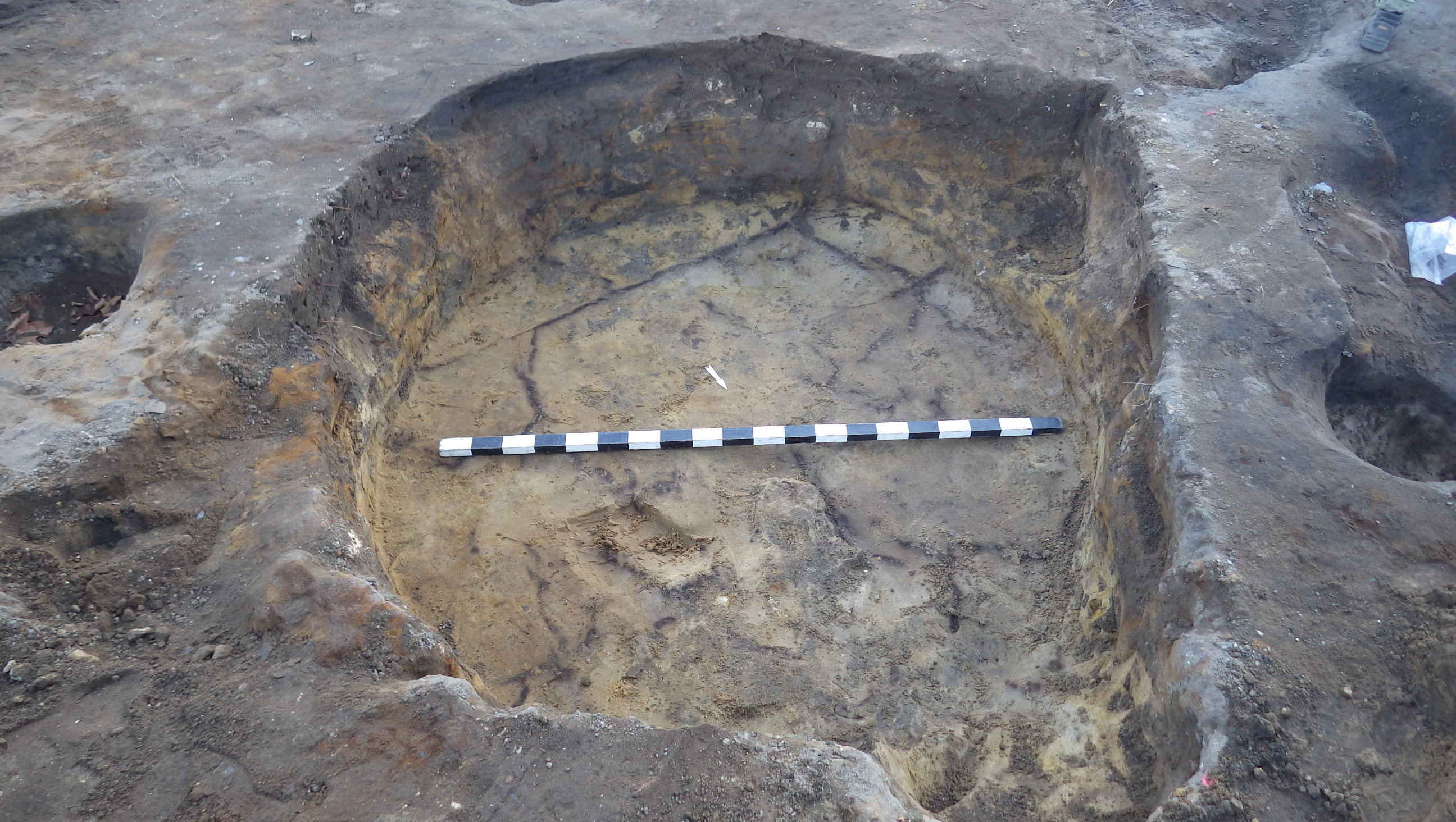
Silo médiéval creusé au centre de la tour du Castel, cl. Ph. Jacques

Les fouilles de l'INRAP ont mis en évidence dans la zone de l'école Gambetta et de l'église Saint-Vincent, des vestiges d'habitat estimés au VIIe siècle, prouvant que l'urbanisation testerine a commencé à l'emplacement actuel du centre-ville et non plus à l'ouest comme le veulent les légendes locales. La fouille de sauvetage d'octobre 2014 au carreau du marché, à l'emplacement de l'ancien cimetière autour de l'église Saint-Vincent, a permis de retrouver également la tranchée de fondation de 2 m de large déterminant un espace intérieur de 10 m de côté, du système défensif de l'ancienne tour, datée du XIVe siècle, dont les murs ont été entièrement récupérés. Il n'en reste plus que quelques résidus comme de l'appareillage de garluche et de calcaire. Un silo à grains avait été creusé dans le sol de la tour. Cette structure a été comblée au XVIIe siècle. Le décapage a également permis de retrouver la double enceinte de fossés, d'une largeur de 10 m.
Les campagnes de fouille de 2005, 2006 et 2007 ont concerné le site de la « Lette du grand baron » : chapelle (cistercienne), cimetière et habitat médiéval datés des XVe et XVIe siècles.
On connaît peu de choses concernant l’histoire de la région jusqu’au début du Moyen Âge, époque à laquelle les Captaux de Buch règnent sur une partie du Pays de Buch : le Captalat, regroupant les paroisses de La Teste, de Cazaux, et de Gujan (aujourd'hui Gujan-Mestras).
Le 27 juin 1243, Henry III Plantagenêt, roi d'Angleterre et duc d'Aquitaine accorde aux habitants de La Teste Pierre Francon et ses frères, une licence et sauf-conduit pour leur navire, le Cavoyr d'Arquasson (Jacques Bernard, in Navires et gens de mer à Bordeaux).
Le 20 mai 1274, via son tuteur Almavinus de Baresio, Pierre Amanieu de Bordeaux reconnaît tenir à fief tout ce que le roi d'Angleterre possède en Pays de Buch et pour lequel il est « féal et chevalier du roi ». Le 12 juin 1288, Pierre Amanieu est officiellement reconnu captal de Buch (Miles Capitalis de Bogio). C'est le premier captal. Jusqu'à la fin de la domination anglaise en Aquitaine scellée par la bataille de Castillon, ses successeurs restent de fidèles serviteurs de la couronne anglaise : Jean III de Grailly est l'un des tout premiers chevaliers de la Jarretière comme le sont plus tard Gaston Ier et Jean de Foix-et-Candale (J. Ragot, in Histoire de La Teste-de-Buch des origines à la fixation des dunes).
C'est au cours de cette longue époque que sont octroyées diverses « baillettes » (on dirait chartes dans le nord de la France) par les captaux à leurs « manants et habitants ».
Vraisemblablement pas la première, celle du 10 octobre 1468 est la plus ancienne à nous être parvenue ; établie au château de La Teste, elle est « promise » par « Monseigneur Jean de Foix, comte de Candale, de Benauges, de Lavaur, vicomte de Castillon et captal de Buch » (...) « à la communauté des manants et habitants représentés par Jean Darriet, Bernat de Moliet, Peyrot et Jean de Baleste, Bernat de Berot paroissiens de La Teste-de-Buch et Guilhem de Castaing, Meyion de Forthon, Pey, Richard Gailhot, Dubernet, Hélies de Maynon et Lombard de Mesplé, paroissiens de Gujan. »
On y lit une disposition qui définit le droit d'usage toujours en vigueur de nos jours : moyennant une redevance touchant à la récolte de résine, les habitants du Captalat sont autorisés à prélever bois d'œuvre et bois de chauffage dans la « montagne de La Teste », la forêt usagère. Le bénéfice de cette baillette (et les suivantes, ne la remettant pas en cause) permet aux résidents du Captalat de s'approvisionner gratuitement en bois pour la construction de leurs habitations et leurs bateaux de pêche.
Les métiers pratiqués alors le sont par tous : hommes, femmes, enfants. Ils concernent principalement la pêche (pêche au large ou dans le bassin d’Arcachon), l'exploitation de la forêt (résiniers, ouvriers des fours à brai et charbonniers), celle de la vigne ou l'agriculture au sens large. Outre quelque élevage familial (volailles, porcs), des ovins ou des bovins de race landaise constituent un cheptel classique de la région. Plusieurs artisans (boulangers, menuisiers, forgerons, tonneliers, etc.) complètent la population laborieuse.
Il est à remarquer qu'en raison du mauvais état permanent (ensablement, pas d'empierrage) des voies de communications, les produits de la pêche sont acheminés jusqu'à Bordeaux essentiellement par les femmes, les « argentières » en référence à la couleur argentée de leur marchandise, au moyen de chars à bœufs — ou bros — par voie de terre. L'expédition des fruits de la forêt (bois d'œuvre, brai, charbon de bois) se fait par voie maritime avec des navires venant au mouillage à l'Aiguillon, dans le bassin même. Peu de marchandises étant amenées par ces navires, leurs cales sont lestées de grosses pierres ou galets qui, jetés à terre par-dessus bord, sont récupérés par les testerins pour les convertir en matériau de construction. Le port situé à l'Aiguillon est appelé « port du caillau », port du caillou. La vie est rude et des maladies dues à la malnutrition comme la pellagre sont courantes dans la population. De plus, une menace insidieuse de la Nature, le déplacement des dunes de sable sous la poussée des vents venus de l'océan, rend permanente la crainte de voir ensevelis maisons et jardins.

### Les Captaux de Buch
Le titre de Captal de Buch employé du Moyen Âge jusqu'à la Révolution, désigne le plus important des seigneurs du Pays de Buch.

### Le boisement des dunes mobiles
À partir du XVIIIe siècle, on s'attaque sérieusement au fléau qui de tous temps déjà menace toute la côte landaise : le mouvement des dunes de sable mobiles vers l'intérieur des terres. Au gré du temps et des tempêtes, le vent charrie le sable marin qui envahit les zones d'habitation et de culture, notamment au bourg de La Teste et celui de Cazaux où l'on doit déplacer maisons et églises pour des lieux moins exposés à l'ensablement. Les premiers artisans de la fixation des dunes sont les Captaux de Buch de la famille de Ruat.
La légende veut que ce soit J.B de Ruat en 1713, qui entreprend la fixation des dunes par la plantation de pins. En réalité sa démarche vise moins à endiguer la marche des dunes qu'à rentabiliser la lande entre La Teste et Cazaux, suscitant l'opposition des habitants dont les droits de pacage et de parcours sont remis en cause : ses semis sont incendiés (R.Aufan).
Son petit-fils, François de Ruat renouvelle l’expérience là où les sables sont les plus menaçants, à partir de 1782 dans les environs du Moulleau. L'argent faisant rapidement défaut, le Captal ne peut continuer seul cette entreprise et c'est avec soulagement qu'il voit l'arrivée à La Teste d'un certain Brémontier, ingénieur des Ponts et Chaussées. Chargé de réaliser un canal navigable du bassin à l’Adour, celui-ci doit s'attaquer à la fixation des sables mobiles. Brémontier, au courant des travaux du Captal cherche à les améliorer pour les développer. En 1786, il obtient les crédits suffisants pour continuer l’entreprise qui redémarre avec l’accord du Captal en Pays de Buch. La suite est connue, toute la Gascogne landaise est bouleversée par ces transformations, notamment après la loi du 18 juin 1857 ordonnant aux communes de boiser leurs territoires.
Brémontier reste pour la postérité celui qui arrêta l’invasion des dunes. « Ô monde oublieux ! les vrais précurseurs de la fixation des dunes furent dons ces sires de Ruat, petits seigneurs du Buch et non quelques Brémontier, Desbiey ou Charlevoix de Villiers. » (J. Sargos)  La fixation des dunes n’est pas non plus la seule œuvre du Captal : « la forêt landaise n’est nullement une création de la puissance publique, elle n’est pas davantage l’œuvre d’un homme que cet homme s’appelle Brémontier ou Chambrelent (…) elle est en réalité le fruit de l’effort et de l’épargne de milliers de paysans landais qui, au cours de deux siècles ont transformé le régime pastoral ancien en régime forestier. » (J. Sargos)

### AuXIXesiècle
Comme depuis le Moyen Âge, la pêche, le commerce maritime et l'exploitation de la forêt constituent les principales sources de revenus des paroisses de La Teste, Cazaux et Gujan.
La forêt de La Teste est formée de deux massifs millénaires, semblables à ceux que l'on connaît aujourd'hui : la Grande Montagne au cœur du territoire de la commune, et la Petite Montagne ou forêt d'Arcachon. Ces forêts formant les embryons qui sont à l'origine de la forêt des Landes.
Le reste, constitué de dunes de sable mobiles continue à inquiéter les populations installées sur le front de ces dunes, notamment les résiniers exploitant les forêts de La Teste qui ne sont généralement pas propriétaires des parcelles où ils travaillent. La plupart du temps ils sont employés par un propriétaire qui leur fournit de maigres ressources. Quand leur lieu de travail est trop éloigné du centre du bourg (Cazaux ou La Teste) ils vivent sur place avec leur famille dans des cabanes de bois ne se composant que d'une ou deux pièces, l'âtre et le conduit d'une cheminée constituant la seule partie maçonnée de l'édifice. Il n'y a que le dimanche ou les jours de fêtes religieuses que ces populations quittent leurs cabanes pour assister aux offices religieux au bourg et faire quelques achats. Jusqu'à la mise en place de la scolarité obligatoire, la plupart des habitants ne parlent pas ou peu le français au profit du gascon.
Tout au long de ce siècle, le système agro-pastoral est le lot commun de la lande, à l'est de la frange dunaire du littoral.
La seconde moitié du XIXe siècle, avec l'arrivée du chemin de fer et l'amélioration du réseau routier, provoque une augmentation des activités existantes : on peut ainsi mieux convoyer vers les sites des exploitations houillères du nord ou l'est de la France, les poteaux fabriqués à partir de troncs de jeunes pins pour servir d'étais (de boisage) des galeries de mines ; l'acheminement des produits issus du gemmage des pins comme la colophane ou l'essence de térébenthine, obtenues après distillation de la résine, bénéficie également des améliorations des conditions de transport.
Outre le bourg, La Teste est alors constitué de plusieurs quartiers, d'importance inégale (La Seoube, Borde, Menan, Péchicq, Francon, Cap-Lande, Ninots, l'Aiguillon, etc.) avec des constructions faites de bois pour la plupart. Le centre du bourg se situe à l'est de l'église, sur l'actuelle place Jean-Hameau. La disposition des maisons est peu ordonnée ; même dans les rues principales les bâtiments successifs ne sont pas toujours contigus ; ils sont séparés par des passages - ou andrones - qui permettent l'accès à l'arrière des maisons. Quelques-unes de celles-ci sont construites « en dur », à partir des pierres et galets récupérés au déchargement des navires marchands de passage. La plupart des autres est en bois venant de la forêt usagère.
Pour la fête de la Pentecôte, toutes les habitations sont passées au blanc d'Espagne, mais les chaussées n'existent pas. On se contente d'épandre depuis des lustres quantité de coquillages qui sont plus ou moins écrasés au passage des gens, des animaux ou des charrois. Pulvérisés à la longue, le moindre souffle de vent les soulève en épais nuages de poussière, alors qu'avec les pluies on constate la formation d'une boue blanchâtre rendant les rues impraticables. L'aspect général du bourg donne au voyageur de passage une impression de pauvreté et de désolation.
Le flux des marées pénétrait profondément dans les prés salés et débordait parfois jusqu'à l'église.
Le XIXe siècle est le siècle durant lequel de nombreuses expérimentations ont lieu pour valoriser la plaine de Cazaux au plan agricole. La Compagnie d'Exploitation et de Colonisation des Landes creuse le Canal de Cazaux en 1835.
C'est avec la construction de la ligne de chemin de fer Bordeaux–La Teste et son ouverture le 6 juillet 1841, que la région connaît un nouvel essor.
En 1841, le train arrive donc jusqu'à La Teste. Cet événement qui bouscule les habitudes et la région permet une timide ouverture au tourisme. On vient alors de Bordeaux assister aux courses landaises dans les arènes de La Teste ou d'Arcachon. En 1859, la gare de La Teste sert de base altimétrique pour la levée du tout premier nivellement général de la France entrepris par Paul-Adrien Bourdalouë.
C'est en 1849 que l'on date le début de l'ostréiculture. Jusque-là, ce sont des huîtres sauvages qui sont ramassées, consommées sur place, parfois expédiées à Bordeaux où ailleurs. Rabelais cite les « huîtres de la Petite mer de Buch, au goût de violette ».
Des parcs à huîtres sont alors aménagés aux abords de l'île aux Oiseaux avant que la mise au point du captage du naissain par Jean Michelet, un maçon arcachonnais ne débouche sur une véritable exploitation rationnelle. L'ostréiculture s'étend alors à différents endroits du Bassin.
Une cabane sur pilotis est construite aux abords de l'île pour surveiller les parcs et dissuader les voleurs. C'est l'ancêtre des actuelles et mondialement célèbres cabanes tchanquées.
En 1857, prélevée sur le territoire de la commune de La Teste, Arcachon est par décret impérial de Napoléon III, érigée en commune indépendante ; dans les années 1860, les frères Pereire y créent la Ville d'Hiver.
Les Testerins ont également bénéficié des progrès médicaux et sanitaires répandus grâce aux recherches et travaux du docteur Jean Hameau, précurseur de Pasteur, nommé maire de la commune par Louis-Philippe de 1844 à 1848.

### L'essor du tourisme
Bien que déjà fréquentée par certains adeptes des bains de mer, Arcachon n'est encore au début du Second Empire qu'un hameau de La Teste avec quelques cabanes occupées par des pêcheurs et des résiniers. Avant 1845 et la création d'une route départementale vers Arcachon, pour venir de La Teste on doit traverser de boueux prés salés et suivre un fort mauvais chemin de sable. Des passages sont donc organisés - par mer - au départ du port de La Teste, dans des pinasses à voile ou à rames manœuvrées parfois par de solides femmes… Fin 1855, les quelque 400 habitants d'Arcachon répartis dans moins de 300 villas ou maisons en bois (dont quelques commerces ouverts pendant la belle saison) demandent leur autonomie communale… Par le décret impérial (Napoléon III) du 2 mai 1857, 759 hectares sont prélevés à la commune de La Teste pour faire place à celle d'Arcachon, finalement atteinte par la voie ferrée le 26 juillet suivant.
Dès 1862 les frères Émile et Isaac Pereire s'impliquent dans le développement d'Arcachon dont le climat est jugé exceptionnel par quelques sommités du monde médical, dans le traitement de l'asthme, des bronchites chroniques ou des affections du système nerveux[réf. nécessaire]. Ils créent la Ville d’Hiver à l'intention d'une clientèle fortunée qui a les moyens de séjourner là plus longuement qu'uniquement pendant l'été, pour profiter des vertus curatives des senteurs dites balsamiques des pins et de l'océan et y soigner les maladies de cette fin du XIXe siècle.
Pendant ce temps, à La Teste, l’évolution demeure plus lente et les traditions ancestrales du Pays de Buch se perpétuent à l’abri de l’engouement touristique : « La Teste n’est certes pas banale, c’est une ville landaise blottie au creux d’un alignement de dunes, une capitale féodale en pleine gestation. » (une Histoire du Bassin). Mais la commune ne reste pas figée bien longtemps : au début du XXe siècle pendant la Première Guerre mondiale, le bourg de Cazaux accueille un camp d'aviation devenu depuis base aérienne 120 « Commandant Marzac » et à la même époque, échangeant plusieurs centaines d'hectares de terrain avec l'État, Daniel Meller crée la « Société Immobilière de Pyla-sur-Mer » occupant un territoire au sud du Moulleau, vers la grande dune encore appelée alors, « le Sabloney ».
À partir des années 1950, la ville connaît une véritable explosion démographique et voit se modifier ses activités traditionnelles. Bousculée par l'arrivée de sous-produits de l'industrie pétrolière moins coûteux, l'exploitation de la gemme cesse quelques années seulement après l'âge d'or de la résine. L'usine Lesca distillant la gemme ferme dans les années 1970 et malgré quelques tentatives de stimulation du gemmage (taille dite « à l'américaine » employant des pulvérisations d'acide) les derniers gemmeurs quittent la forêt dans les années 1980. Les scieries ferment. Les derniers attelages de mules tractant d'énormes pins depuis la forêt, disparaissent. L'ostréiculture commence à perdre son charme d'antan, ses pinasses élancées remplacées par des bateaux-bacs et ses vieilles cabanes brunies au coaltar, démolies au profit de hangars modernes. Le doublement de l'ancienne RN650 par la « voie rapide » vite rebaptisée « voie directe » raccourcit la distance séparant ce qui devient le « Sud Bassin » à Bordeaux et au reste du département. Dans les quartiers résidentiels de Pyla-sur-Mer comme dans ceux plus ordinaires qui se construisent du côté de Cazaux et de La Teste, l'immobilier se développe, les zones industrielles s'étoffent. Le tourisme balnéaire demeure cependant une des activités phares, reconnue bien au-delà des limites régionales.
De nos jours, La Teste-de-Buch reste l’une des communes les plus étendues de France, ne se résumant pas à une seule mais à trois entités bien distinctes qui en font sa richesse : le bourg, Cazaux et Pyla-sur-Mer. En 1976, le Cap-Ferret jusque-là partie de la commune, est, pour des raisons administratives, rattaché à la commune de Lège, donnant ainsi naissance à Lège-Cap-Ferret.
La plage de la Lagune est autorisée par arrêté municipal au naturisme.
Mi-juillet 2022, l'essentiel des bois de la commune sont dévastés par un incendie important, lié à un épisode caniculaire et au réchauffement climatique. Pour certains, selon un article du Monde qui suit de quelques semaines ces incendies, les règles de gestion forestière héritées de l'accord seigneurial de 1468, devenu un contrat civil et toujours en vigueur, provoqueraient un manque d'entretien, qui aurait été un facteur aggravant dans le développement de ces feux de forêt.
En 2023, un projet de forage de huit nouveaux puits de pétrole par la société canadienne Vermilion provoque de nombreuses réactions de la part d'associations écologistes et de citoyens soucieux de la préservation de l'environnement forestier de La Teste,. En février 2024, la célèbre activiste suédoise pour le climat Greta Thunberg fait le déplacement en Gironde pour soutenir les manifestants contre Vermilion.

## Politique et administration

### Politique de développement durable
La ville a engagé une politique de développement durable en lançant une démarche d'Agenda 21 en 2009. À la suite des destructions engendrées par les feux de forêt de 2022, le maire de La Teste-de-Buch, Patrick Davet, est en contact aves la présidence française et doit être reçu à l’Élysée le 14 septembre 2022 par un conseiller d’Emmanuel Macron pour évoquer deux sujets : les campings détruits dans ces incendies et « la forêt dans son ensemble ». S'il « ne remet pas en cause le droit d’usage », le maire souhaite toutefois parvenir à faire évoluer les règles d’entretien en vigueur dans la forêt. Pour l'ingénieur forestier Bruno Cinotti, cependant, « la loi ne peut pas annuler un contrat civil. La balle est dans le camp des usagers et des propriétaires, éventuellement accompagnés des collectivités territoriales. Si les gens localement veulent que cette forêt ait un avenir, c’est à eux de le décider ». La commune, propriétaire d’environ 200 hectares de la forêt, envisage d’accroître la part de parcelles qu'elle détient.

## Population et société

### Démographie
Le 2 mai 1857, par un décret impérial de Napoléon III, le territoire de La Teste-de-Buch est amputé d'un peu plus de sept cent cinquante hectares sur une partie du littoral sud du Bassin, officialisant ainsi la naissance de la commune d'Arcachon.
En 1976, la municipalité de La Teste cède la totalité du territoire communal situé sur presqu'île du Cap-Ferret à la commune de Lège. La nouvelle commune de Lège-Cap-Ferret voit le jour.

#### Évolution démographique
L'évolution du nombre d'habitants est connue à travers les recensements de la population effectués dans la commune depuis 1793. Pour les communes de plus de 10 000 habitants les recensements ont lieu chaque année à la suite d'une enquête par sondage auprès d'un échantillon d'adresses représentant 8 % de leurs logements, contrairement aux autres communes qui ont un recensement réel tous les cinq ans,.

En 2022, la commune comptait 27 141 habitants, en évolution de +3,72 % par rapport à 2016 (Gironde : +6,91 %, France hors Mayotte : +2,11 %).
| 1793  | 1800  | 1806  | 1821  | 1831  | 1836  | 1841  | 1846  | 1851  |
| ----- | ----- | ----- | ----- | ----- | ----- | ----- | ----- | ----- |
| 2 000 | 2 301 | 2 306 | 2 409 | 2 840 | 2 986 | 3 447 | 3 512 | 3 399 |

| 1856  | 1861  | 1866  | 1872  | 1876  | 1881  | 1886  | 1891  | 1896  |
| ----- | ----- | ----- | ----- | ----- | ----- | ----- | ----- | ----- |
| 3 891 | 3 601 | 4 259 | 4 462 | 5 314 | 6 063 | 6 200 | 6 480 | 6 663 |

| 1901  | 1906  | 1911  | 1921  | 1926  | 1931  | 1936  | 1946  | 1954   |
| ----- | ----- | ----- | ----- | ----- | ----- | ----- | ----- | ------ |
| 6 840 | 7 082 | 7 023 | 6 321 | 7 815 | 8 826 | 9 496 | 9 066 | 11 281 |

| 1962   | 1968   | 1975   | 1982   | 1990   | 1999   | 2006   | 2011   | 2016   |
| ------ | ------ | ------ | ------ | ------ | ------ | ------ | ------ | ------ |
| 11 085 | 15 064 | 15 831 | 18 038 | 20 331 | 22 970 | 24 911 | 24 505 | 26 168 |

| 2021   | 2022   | - | - | - | - | - | - | - |
| ------ | ------ | - | - | - | - | - | - | - |
| 26 556 | 27 141 | - | - | - | - | - | - | - |

#### Pyramide des âges
La population de la commune est relativement âgée.
En 2018, le taux de personnes d'un âge inférieur à 30 ans s'élève à 27,3 %, soit en dessous de la moyenne départementale (35,9 %). À l'inverse, le taux de personnes d'âge supérieur à 60 ans est de 36,5 % la même année, alors qu'il est de 24,9 % au niveau départemental.
En 2018, la commune comptait 12 468 hommes pour 13 780 femmes, soit un taux de 52,5 % de femmes, légèrement supérieur au taux départemental (52,06 %).
Les pyramides des âges de la commune et du département s'établissent comme suit.
| Hommes | Classe d’âge | Femmes |
| ------ | ------------ | ------ |
| 1,2    | 90 ou +      | 2,6    |
| 10,3   | 75-89 ans    | 12,9   |
| 21,8   | 60-74 ans    | 24,0   |
| 20,9   | 45-59 ans    | 21,6   |
| 15,1   | 30-44 ans    | 14,7   |
| 16,6   | 15-29 ans    | 12,5   |
| 14,1   | 0-14 ans     | 11,7   |

| Hommes | Classe d’âge | Femmes |
| ------ | ------------ | ------ |
| 0,7    | 90 ou +      | 1,9    |
| 6,7    | 75-89 ans    | 8,9    |
| 15,7   | 60-74 ans    | 16,8   |
| 19,9   | 45-59 ans    | 19,3   |
| 19,9   | 30-44 ans    | 19,2   |
| 19,4   | 15-29 ans    | 18,1   |
| 17,7   | 0-14 ans     | 15,8   |

## Économie
De l'époque médiévale jusqu'à la fin des années 1980, la commune de La Teste vécut de l'exploitation de la résine.
Aujourd'hui, les principales activités économiques de la commune sont le tourisme en premier lieu, l'ostréiculture et la construction navale. Parmi les entreprises dont le siège se situe à La Teste-de-Buch, on compte par exemple le créateur de moteurs Nanni Diesel, le glacier Ô Sorbet d'amour ou encore le vendeur de café MaxiCoffee.

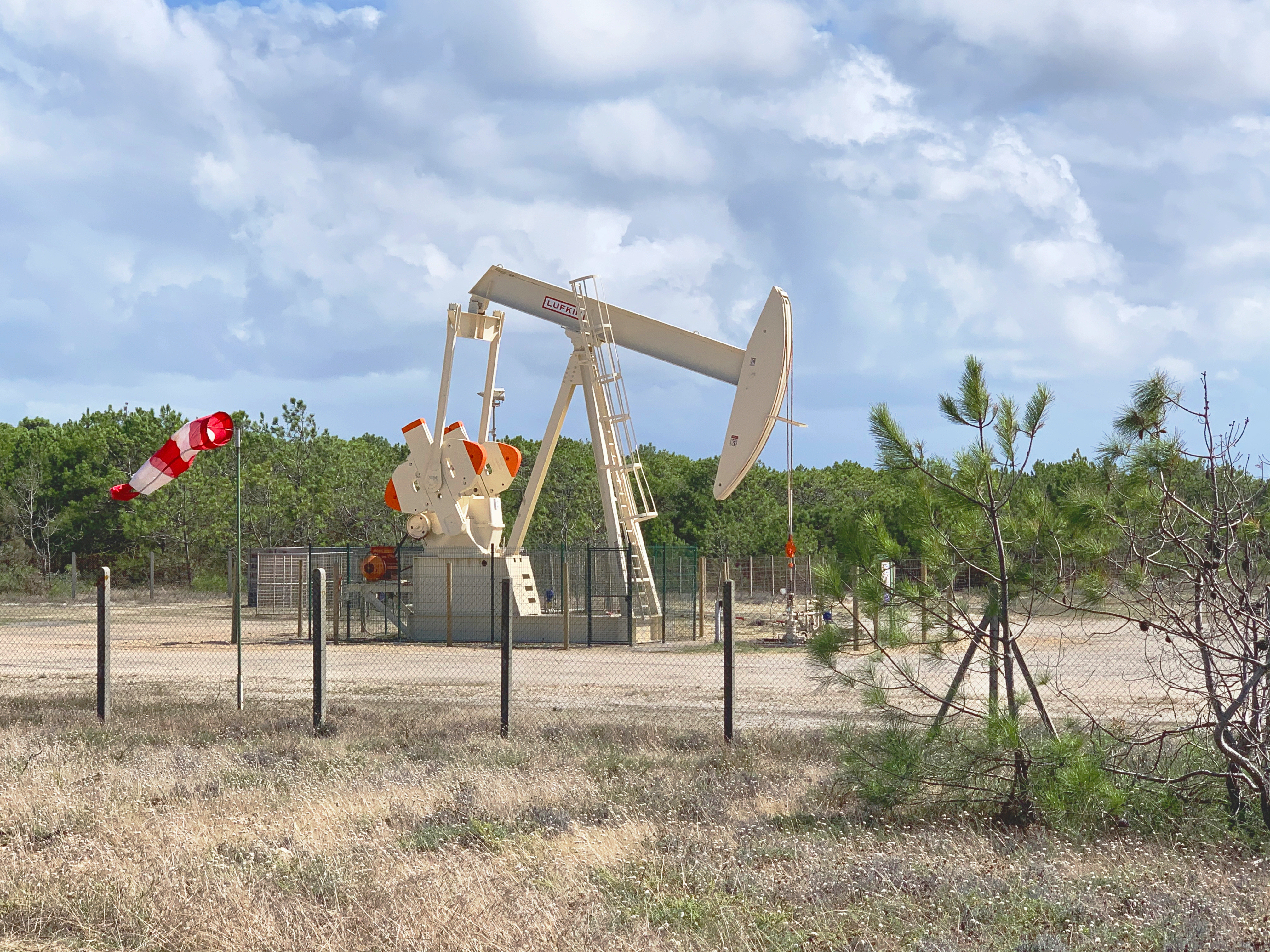
Puits de pétrole du Cap Ferret, exploité par la société Vermilion Energy.

Extraction du pétrole : le groupe canadien Vermilion exploite depuis 1997 une cinquantaine de puits sur la commune.
La commune dispose d'une délégation de la Chambre de commerce et d'industrie de Bordeaux.

## Culture locale et patrimoine

### Le gemmage
On pense que le gemmage des pins fut pratiqué à La Teste pendant plus de 2 000 ans. La résine récoltée était d'abord cuite dans des fours, appelés localement « hourns », pour donner le brai, goudron employé pour le calfatage des coques de navires, avant d'être distillée pour la production d'essence de térébenthine. La fin du XXe siècle vit l'abandon du gemmage, l'essence de térébenthine souffrant de manque de compétitivité économique face à l'arrivée des sous-produits de l'industrie pétrolière. Déjà au siècle précédent, le goudron obtenu à partir de l'extraction de la houille avait eu raison de la cuisson du brai.
La houille et le pétrole, bizarrement se retrouvèrent encore mêlés économiquement à la vie de la forêt de La Teste : au XIXe siècle avec la fourniture de bois pour le soutènement des galeries de mines de charbon et au milieu du XXe siècle  avec la mise en exploitation, en son sein même, de plusieurs puits de pétrole.
Le massif forestier constitue toujours une des rares forêts naturelles des Landes de Gascogne que ses habitants ont exploité depuis la nuit des temps et que leurs successeurs s'attachent à préserver.

### L'ostréiculture
Le monde des ostréiculteurs a longtemps été composé de deux sortes de populations : les parqueurs et les expéditeurs. Les premiers vendant leur production aux seconds, par panetières (filets) de mille coquilles triées à la main. Les seconds - souvent parqueurs eux-mêmes - se chargeant d'un nouveau tri (par zone d'élevage), du conditionnement et de l'expédition des colis (à l'origine par chemin de fer) vers de nombreuses destinations.
Dans le milieu des années soixante, après une sévère épizootie ayant frappé la production ostréicole, de nombreux « parqueurs » ont décidé de vendre eux-mêmes leurs huîtres, directement, sur différents marchés de la région et même au-delà. La profession commençait à changer.
Parfois vétuste mais typique des installations ostréicoles du Bassin, le port de La Teste s'anime encore jusqu'à des heures avancées les nuits de décembre, quand sont préparées les expéditions d'huîtres répondant à la commande colossale de ces mollusques pour les fêtes de fin d'année. Profession difficile, l'ostréiculture perd peu à peu ses travailleurs. Il en reste moins de six cents dans le bassin d'Arcachon pour une production avoisinant 14 000 tonnes.

#### Les ports ostréicoles
- Le port de La Teste-de-Buch,
- Le port de Rocher (du nom du docteur Christian Rocher, ancien propriétaire de l'endroit),
- Le port de l'Aiguillon.

### Patrimoine naturel
- L'île aux Oiseaux au centre du bassin d'Arcachon
- Dune du Pilat
- La Forêt usagère de la Teste-de-Buch.
- Le lac de Cazaux
- Le banc d'Arguin
- Les plages océanes: la Corniche, le Petit Nice, la Lagune, La Salie.

## Lieux et monuments

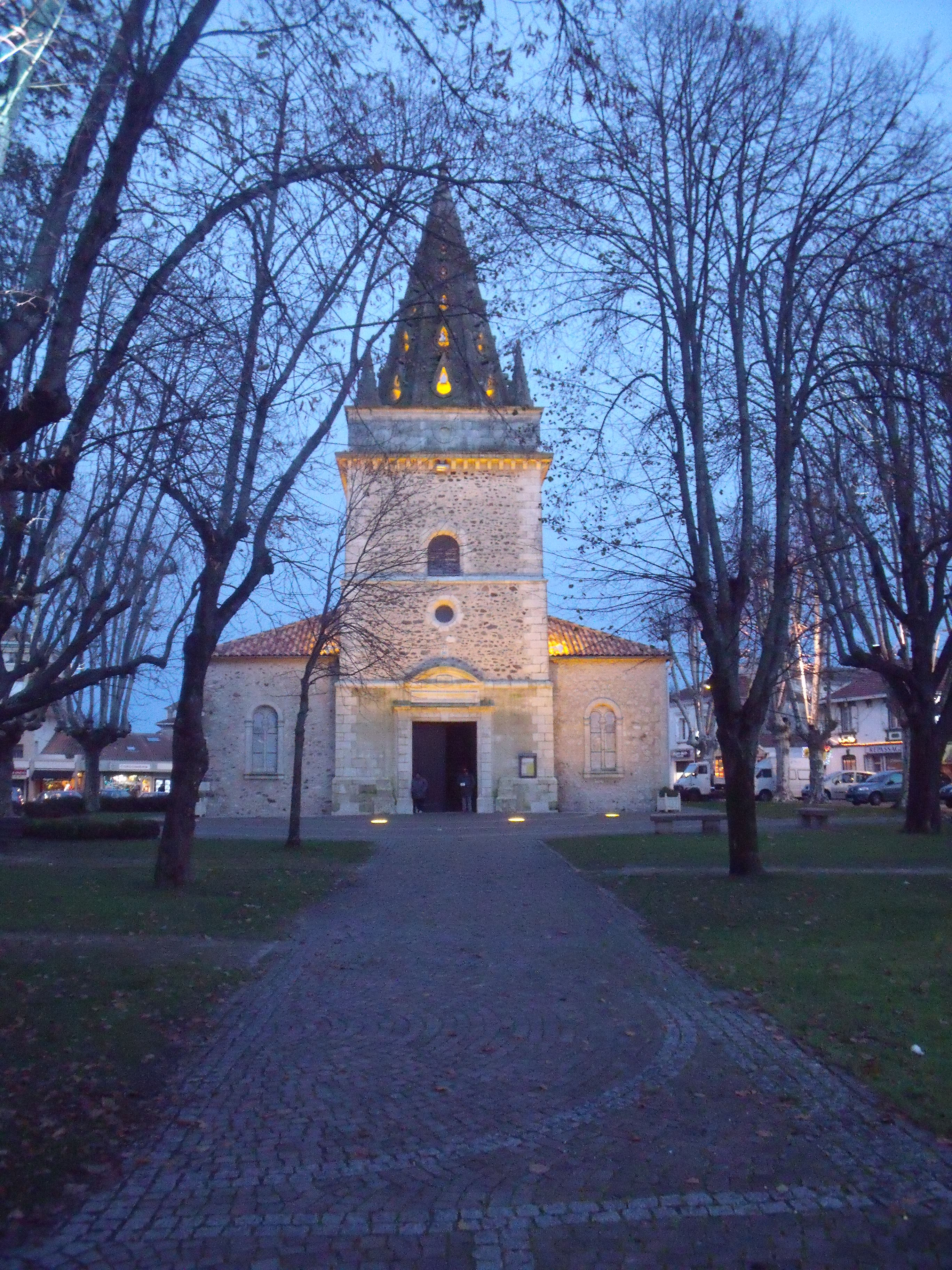
L'église Saint-Vincent.

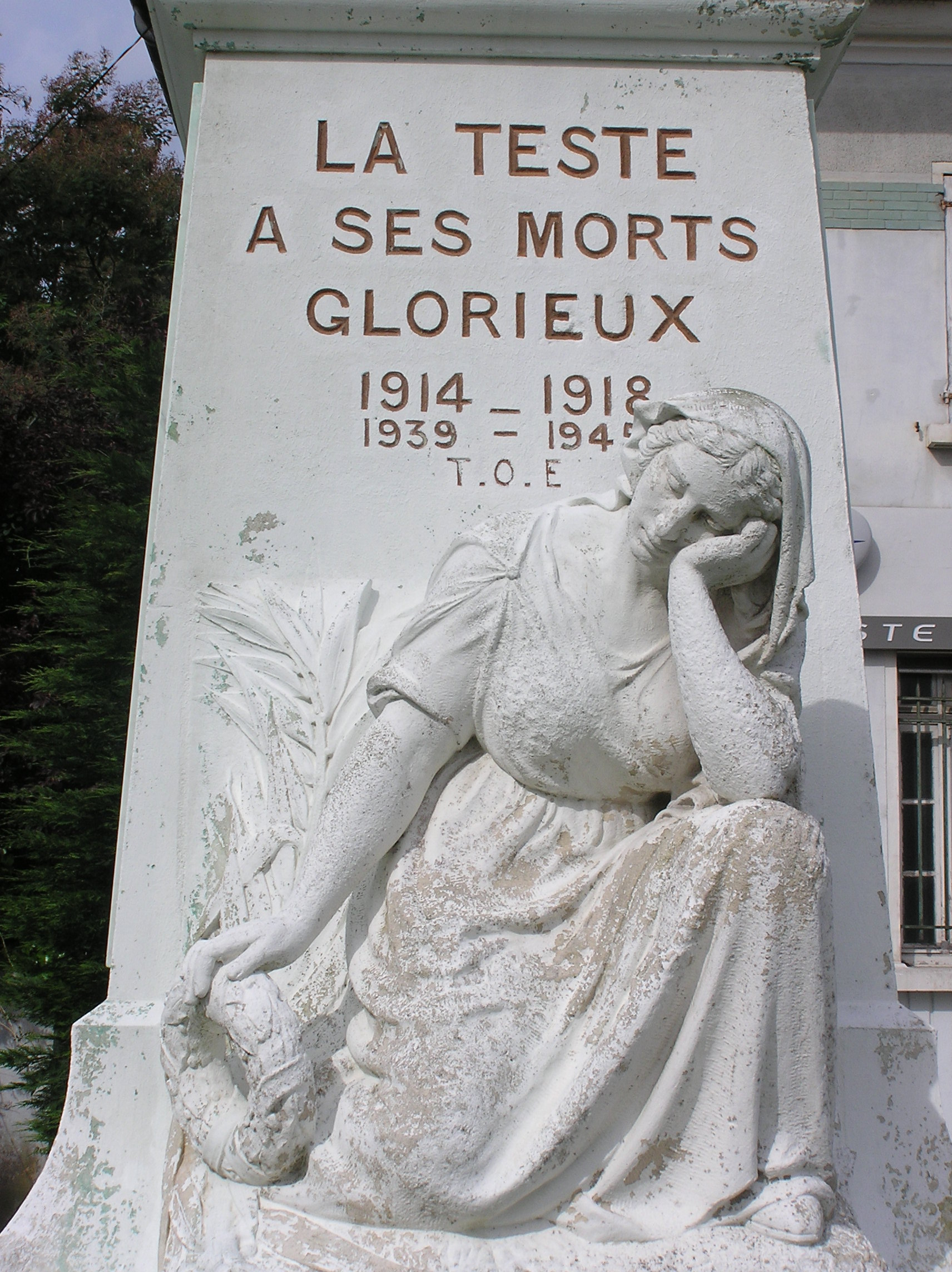
Pleureuse du monument aux morts

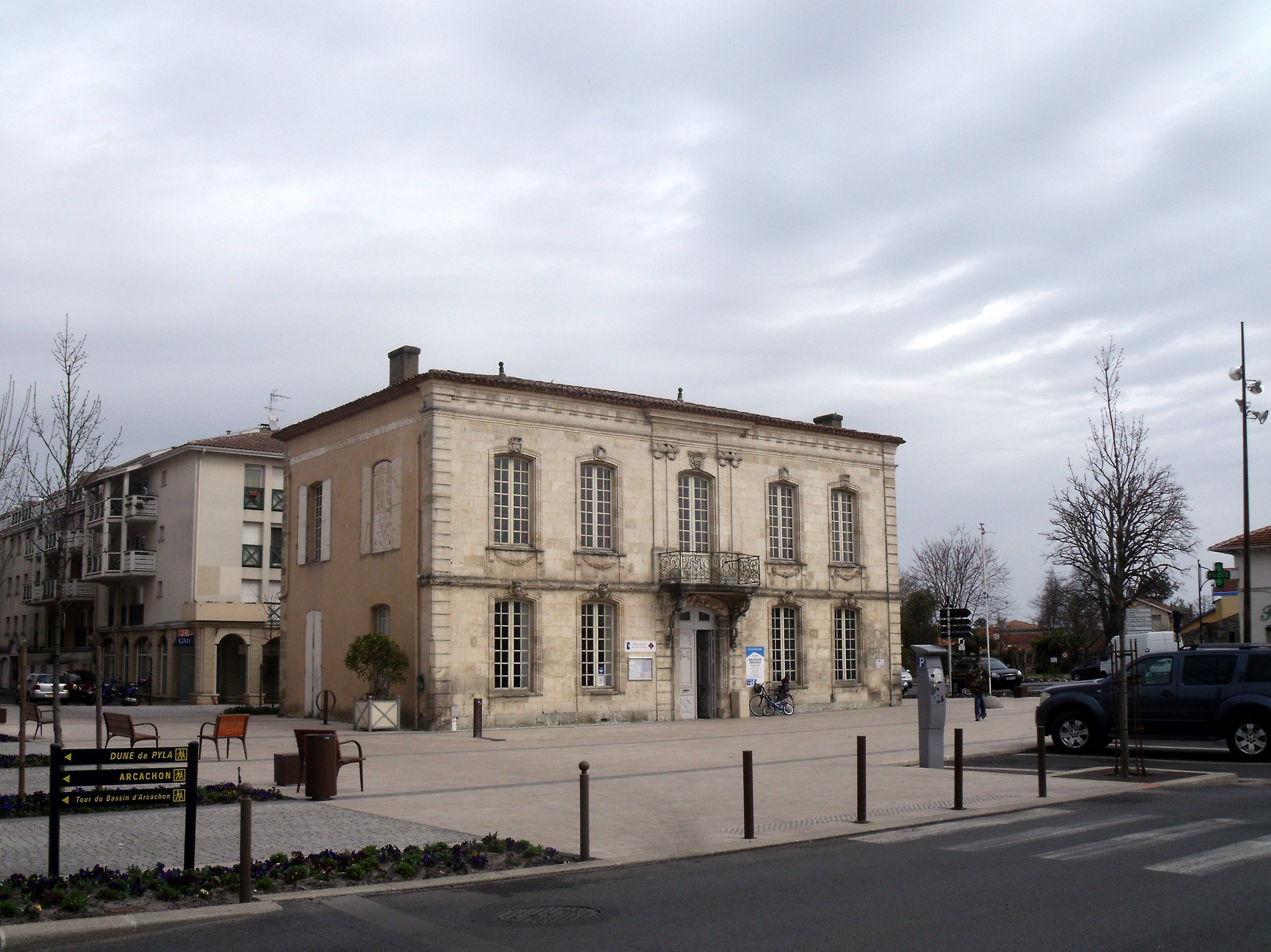
La place Jean-Hameau et la maison Lalanne.

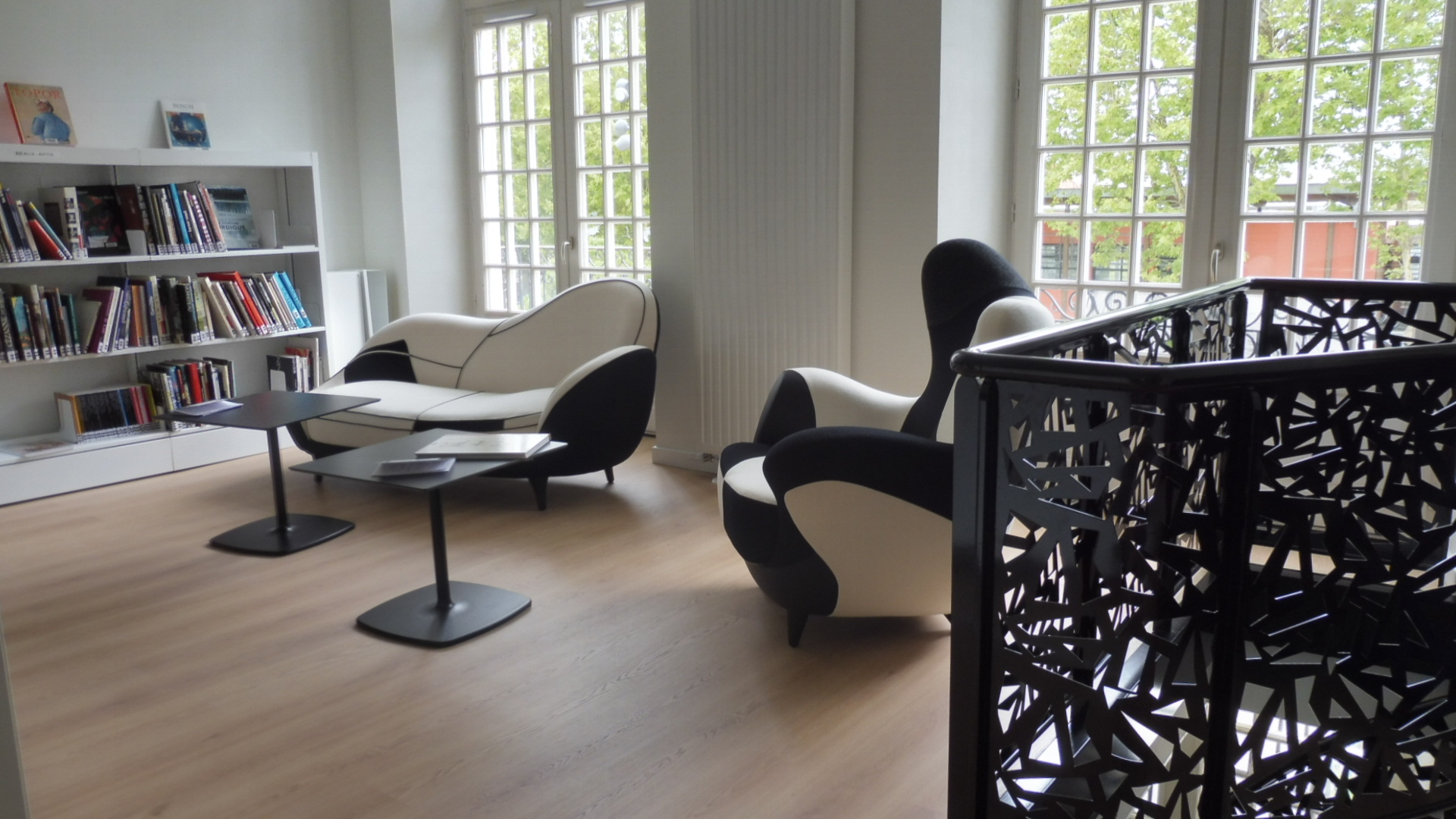
La centrale, bibliothèque hybride.

- L'église Saint-Vincent : lieu de culte depuis le XIVe siècle, ancienne chapelle du château des captaux de Buch, plusieurs fois agrandie et transformée pour devenir église paroissiale.
- L'église Saint-Pierre (à Cazaux) : d'abord située près des rives du lac, menacée d'ensablement par un déplacement dunaire elle est démontée puis reconstruite à son emplacement actuel en 1849.
- Maison de Verthamon ou Hôtel de Caupos : rue du XIV-Juillet, c'est l'ancienne mairie de La Teste-de-Buch. Propriété léguée à la commune par Marie de Caupos, née le 30 juin 1725 à La Teste. Elle était la dernière héritière d'une famille testerine s'étant au cours des ans enrichie dans le négoce et surtout l'exportation de produits résineux locaux. Cette prospérité avait progressivement permis l'achat de différents fiefs comme la baronnie de Lacanau, la seigneurie d'Andernos et la vicomté de Biscarrosse. Après la construction à son voisinage immédiat d'un nouvel Hôtel de Ville plus grand et plus fonctionnel, le vénérable bâtiment a été entièrement restauré. Il abrite notamment la bibliothèque hybride La Centrale. Le monument aux morts de la commune se trouve à proximité immédiate, du côté de la rue Edmond-Doré.
- Place Jean-Jaurès : ancienne place du Coum, elle accueillait autrefois les arènes en bois de La Teste de 5 000 places où se déroulaient des courses landaises.
- Place Jean-Hameau : au carrefour des voies conduisant à Bordeaux, Arcachon, Cazaux, Le Pyla puis Biscarrosse, elle a perdu progressivement de son importance au cours des années. C'est sans doute le noyau du bourg édifié à partir du XVIe siècle. La concentration des vestiges anciens dans son voisinage semble le confirmer.
- Maison Lalanne : située place Jean-Hameau, c'est aujourd'hui la bibliothèque municipale. Elle servit de temporairement de mairie à la commune de 1857 à 1862. Son patronyme la relie à l'un de ses derniers propriétaires, le docteur en médecine Jean Marie Louis Lalanne, né à La Teste 28 juillet 1854, où il est décédé le 14 janvier 1909. Sa veuve et héritière, née Marguerite Marie Jeanne Lestout, légua la maison à la commune en 1928. Cette transaction n'a pu légalement aboutir qu'en 1942, alors que depuis leur arrivée en juin 1940 jusqu'à leur départ en août 1944 les occupants allemands avaient investi la bâtisse et y avaient installé une Kommandantur.
- Le port de La Teste-de-Buch, réclamé dans les cahiers de doléances établis par les Testerins en 1789, fut enfin creusé et aménagé en 1841, au moment de l'arrivée de la ligne de chemin de fer, puis agrandi. C'est un port d'échouage. À son entrée, le chenal le reliant au Bassin se divise en deux bras adossés l'un et l'autre à une digue, celle de l'est et celle de l'ouest ; la partie du port entre ces deux bras fut appelée « le truc de carène » car c'était là que se faisaient bien des travaux d'entretien de la flottille testerine. Servant essentiellement à la pêche puis à l'ostréiculture, le port fut aussi utilisé pour la mise à l'eau d'embarcations fabriquées par les chantiers navals testerins. Il reçut notamment en haut de la digue Est, la cale de lancement du chantier naval Boyer avant que fut aménagée celle des Chantiers Raba en haut de la digue Ouest. Derrière la digue Est, fermé à son entrée par une porte écluse, fut aménagé un canal « Le Canelot » desservant les installations de plusieurs « expéditeurs ». Une fois la porte fermée après le point le plus haut de la marée, ce canal permettait de maintenir un certain niveau d'eau pour alimenter les bassins (viviers) où étaient stockées les huîtres avant leur expédition à la vente. Depuis les dix dernières années du XXe siècle, le Département de la Gironde a permis l'aménagement de postes d'amarrage pour bateaux de plaisance, le long de la digue est et a créé des postes d'amarrage en 2015, dans la zone sud du port, réservés aux navires patrimoniaux (pinasse, platte ostréicole bois, pinassottes, etc.).
- Le moulin de Borde : dernier vestige d'un ensemble de moulins à vent et à eau que la commune comptait sur son territoire.
- Le Cippe Brémontier (sur une éminence à droite de la route menant à Pyla-sur-Mer avant l'embranchement conduisant à l'entrée du Golf international d'Arcachon : ce cippe est une demi-colonne sans chapiteau, en marbre rouge ; il se trouve là depuis septembre 1818 pour commémorer les premiers semis de pins attribués à Nicolas Brémontier (1738-1809). Ingénieur en chef des Ponts et Chaussées à Bordeaux en 1784, Brémontier a largement contribué aux semis de pins pour fixer les dunes de sable.
- L'usine Lesca : usine de distillation de la gemme, construite au XIXe siècle et détruite en 1982, aménagée en caserne des pompiers et utilisée jusqu'en 2023, au moment du transfert de ses moyens techniques et ses services administratifs au sud de la commune.
- Les vestiges d'un camp militaire créé au cours de la Première Guerre mondiale en un endroit nommé Le Courneau.
- Une nécropole nationale, appelée localement la nécropole du Natus, aménagée dans la forêt pour recueillir les dépouilles des nombreux soldats décédés au cours de leur séjour au camp du Courneau.
- Les prés salés.
- La fontaine Saint-Jean[64]. Cette fontaine est située au pied d’un chêne séculaire en bas de la Montagnette, à l’extrémité des prés de Branquecouraou, source de la craste douce. Elle a été de mémoire testerine le lieu de pèlerinage où la population partait en procession le jour de la Saint-Jean. Le vieux chêne de la fontaine avait trois troncs qui partaient de sa base, chaque tronc ayant une circonférence d’environ 2,60 mètres, le plus haut culminant à une vingtaine de mètres ; l’un de ces trois troncs a été cassé le 4 octobre 1984, lors de la tempête Hortense, à 1,50 mètre de sa base.

Dans Arcachon et le pays de Buch. Guide touristique André Rebsomen la décrit en ces termes : « L'agréable promenade de la fontaine Saint-Jean. On peut s'y rendre facilement en allant d'abord au nouveau cimetière et en se dirigeant ensuite vers l'ouest, tout en demeurant au pied de la dune de la Montagnette (forêt ancienne avec fougères). Cette source est ombragée par un superbe chêne, son eau est ferrugineuse et légèrement sulfureuse ; elle a, dit-on, des propriétés miraculeuses spécialement pour la cure des maladies des yeux. »
Le poète testerin Gilbert Sore a été inspiré par le site, dans son ouvrage : De Baquemorte à Mapouchet-entre dune et océan- ; il la décrit dans ce poème :
Un vieux chêne évoque les druides,

D'un autre monde éphémérides,

Robes blanches, faucille d’or ;

Et la source miraculeuse

Perle sous lui son eau rouilleuse :

Trône Saint-Jean dans ce décor.

Il décrit également la procession du 24 juin en ces termes.

## Héraldique
| Armes | Les armes de La Teste-de-Buch se blasonnent ainsi : D'azur au tertre d'or sommé de trois pins de sinople, posé sur une mer agitée d'argent, accompagné à senestre d'un phare du même ouvert et ajouré de sable sur un socle de gueules, au voilier contourné du même équipé de deux voiles aussi d'argent brochant à dextre, à l'étoile aussi d'or au canton dextre du chef. Devise : ALMA MATER : mère bienfaisante |

## Vie locale

### Enseignement
- Collège Henri-Dheurle
- École Chambrelent
- École Brémontier
- École Victor-Hugo
- École Jean-Jaurès
- École Gambetta
- École Lafon (Cazaux)
- École Les Miquelots
- École La Farandole (Cazaux)

### Sports

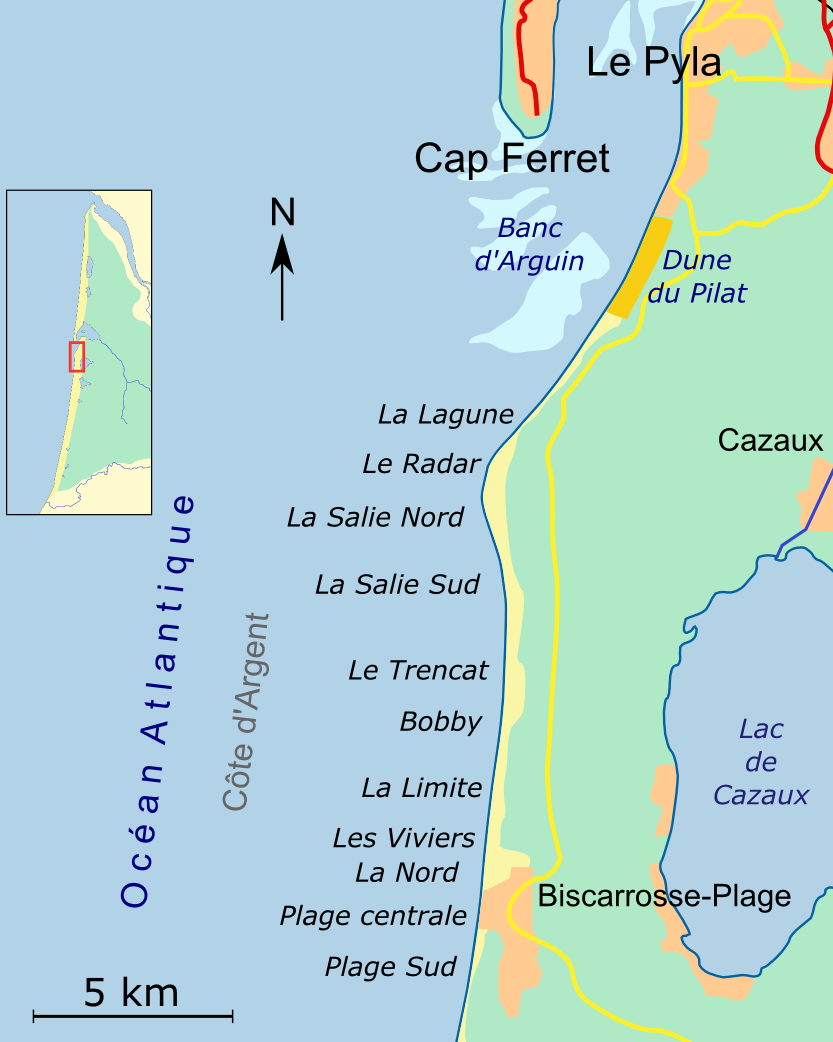
Spots de surf du Pilat à Biscarrosse

- Le FC Bassin d'Arcachon, club de football évoluant en National 3 au stade Jean Brousse, situé à cheval sur les communes de La Teste-de-Buch et d'Arcachon.
- L'Union sportive testerine, club de rugby
- Le Rugby Club bassin d'Arcachon, club de rugby
- Le « Spot » et le « Point Glisse » de la Salie: dédiés au surf et à la pratique des sports de glisse
- Un club de Baseball & Softball club depuis 1987 « Les Pirates du bassin d'Arcachon »
- Le Roller Hockey Club Testerin : « Les Corsaires du Bassin d'Arcachon »[66]
- l'AS La Teste (tennis, basket, handball...)
- Le Cercle des Plongeurs de Pyla (plongée sous-marine)
- L'hippodrome de La Teste est un centre d'entraînement pour 300 chevaux, avec 16 réunions de courses par an, sur 80 hectares de verdure. Le prix André Boingnères s'y tient.
  - Le Bordelais Jacques Meller acquiert en 1902 le domaine du Béquet, sur lequel il fait construire un hippodrome. Les premières courses ont lieu l'année suivante. Durant l'Occupation, les Allemands érigent une tour de défense anti-aérienne, qui existe toujours. Après guerre, les héritiers de Jacques Meller vendent l'hippodrome à la Société des courses de La Teste (héritière de la société hippique Trotting club de la Gironde, fondée en 1891)[67].
- La Teste-de-Buch compte une des plus grandes plaines de sports de Gironde : La Plaine des Sports Gilbert Moga (La Teste-Bonneval) avec son stade de 3 000 places pour le rugby à XV. Terrains de sable pour pratique du Beach Volley (Club : Volley Sud Bassin d'Arcachon et Bassin Beach Academie), Beach Tennis, Beach soccer. Plus près du centre ville, La Teste possède deux terrains (avec tribunes) pour le football, le stade Henri-Dheurle.

### Associations
- APSDA (association pour la sauvegarde des animaux) : elle a été fondée en mai 1988, son but est la sauvegarde des animaux (principalement les chiens) par la création d’un refuge dans l'objectif de les faire adopter. Depuis 2010, elle gère aussi la fourrière canine.

### Activités
- Le zoo du Bassin d'Arcachon.
- L'aéroclub du bassin d'Arcachon (ACBA) est une association regroupant environ 180 membres et consacrée à la pratique de l'aviation privée de loisir.

L'association est très active. Chaque année, plusieurs milliers d'heures de vols sont effectuées par ses membres sur les avions composant la flotte du club.
Installé sur l'aérodrome d'Arcachon - La Teste-de-Buch, l'ACBA bénéficie d'un cadre agréable et favorable à la pratique de nombreuses activités, comme en témoigne la présence de nombreuses autres associations sur son terrain.
- Activités touristiques : dune du Pilat, plages de la Corniche, le Petit Nice, la Lagune, la Salie, la Gemmayre, Laouga.

### Les quartiers de La Teste
- La Teste-Centre
- La Teste-Océan
- Les Miquelots
- Quincarneau
- Bordes
- Le Coum
- Le Caplande
- Saint-Exupéry
- Le Port
- Les Prés salés Ouest
- Les Prés salés Est
- L'Aiguillon
- Les Portes de l'Océan
- Dantin
- Cazaux
- Pyla-sur-Mer

### Associations de quartiers
- ADPCB : Association de défense des propriétaires de Clair-Bois
- Défense des Riverains du quartier de la Gare et de la rue du Port
- Association syndicale des riverains de Pyla-sur-Mer
- Association pour la Sauvegarde et l’Aménagement des Bordes

## Personnalités liées à la commune

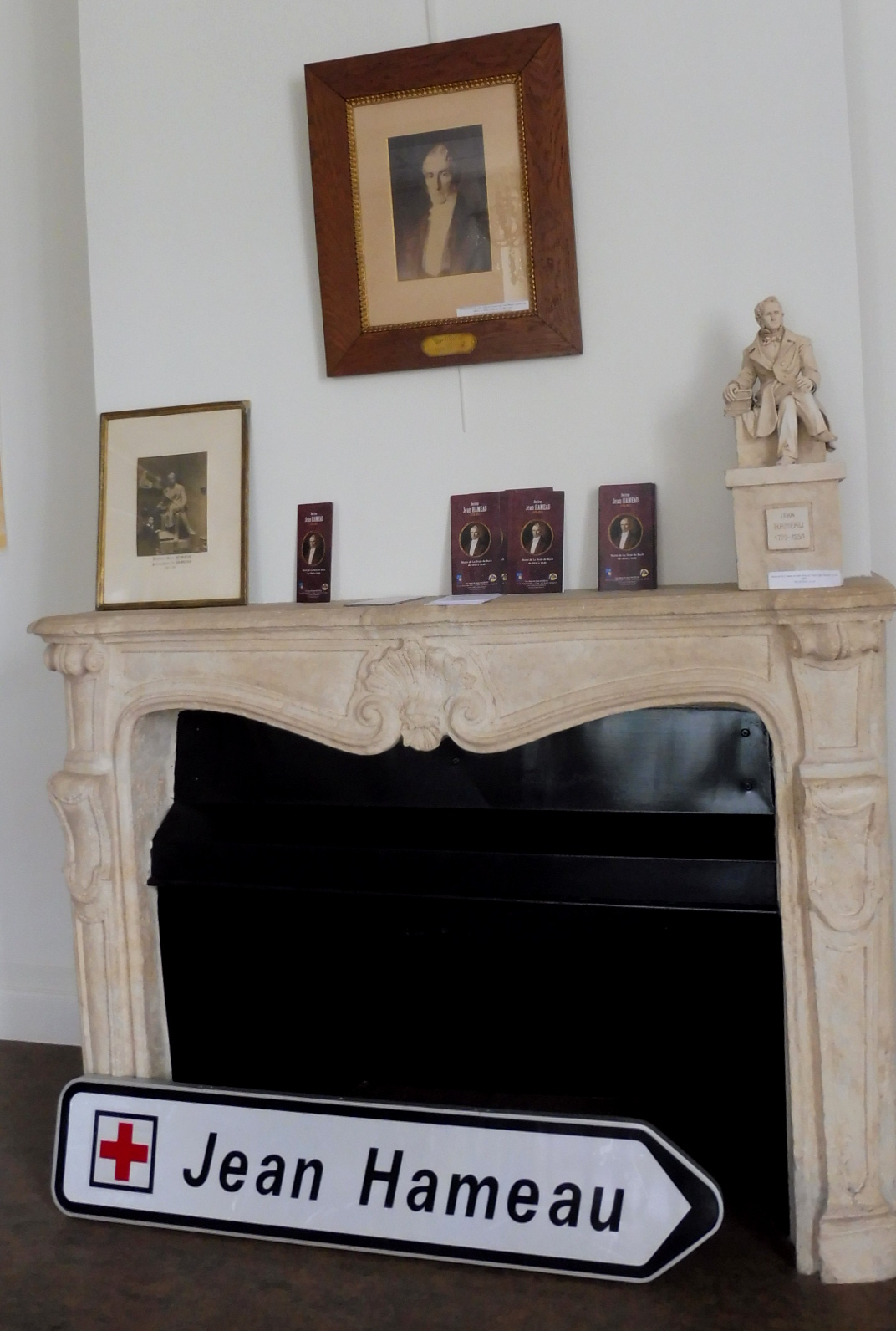
La Teste, salle Jean Hameau, hôtel Caupos.

- Robert Aron (1898-1975), écrivain et académicien français, inhumé au cimetière communal de La Teste-de-Buch ;
- Éliane Beaupuy-Manciet (Bordeaux, 8 février 1921, La Teste-de-Buch 3 juin 2012), artiste peintre, graveuse et illustratrice française, lauréate du prix de Rome de peinture en 1947, cofondatrice et directrice de l'école des beaux-arts de Sète ;
- David Belliard (né en 1978 à La Teste-de-Buch), homme politique français ;
- Arnaud Boissières (né en 1972 à La Teste-de-Buch), navigateur français ;
- Sylvie Caster (née en 1952), journaliste et écrivain français, originaire de La Teste où sa mère tenait une pharmacie au 18 rue du Port ;
- Kléber Dupuy, né en 1882 à La Teste-de-Buch, instituteur mobilisé en 1914 ; le 16 juillet 1916, devant Verdun, Lieutenant à la tête des 60 hommes qui constituent ce qui reste de la 3e compagnie du 7e Régiment d'Infanterie, il garde la maîtrise du Fort de Souville, bloquant ainsi la progression des Allemands sur Verdun. Il ne lui reste que onze hommes valides quand arrive la relève. Inhumé au cimetière communal de La Teste-de-Buch ;
- Marie-Thérèse Eyquem (1913-1978), née à La Teste-de-Buch, théoricienne et organisatrice du sport féminin, militante féministe et cadre du Parti socialiste ;
- Guy Ganachaud (1923-2000), écrivain, né sur la commune en avril 1923 ;
- René Gervais (1908-1997), né à La Teste-de-Buch, aviateur, officier de renseignement, résistant, compagnon de la Libération ;
- Jean Hameau (1779-1851), médecin ; maire de 1844 à 1848 ; spécialiste des virus[68],[69],[70] ;
- Jean-Philippe Ichard (né en 1979 à La Teste-de-Buch), compositeur français ;
- André-Armand Legrand (1914-2003), né et mort à La Teste-de-Buch, alors sergent-pilote à l'escadrille Sioux du Groupe de Chasse 2/5 La Fayette, basé à Toul, en Lorraine, le 20 septembre 1939 à bord de son Curtiss P36, il est le premier pilote français à abattre un Messerschmidt BF 109E allemand ;
- Olivier Marchal (né en 1958), a grandi à La Teste. Acteur-réalisateur de cinéma et de télévision. Ses parents tenaient une pâtisserie, place Jean-Hameau ;
- Jacques Morel (née en 1935 à La Teste-de-Buch), rameur français deux fois médaillé d'argent olympique ;
- Georges Morel (né en 1938 à La Teste-de-Buch), rameur français médaillé d'argent olympique ;
- Guillaume Nouaux (né en 1976), a grandi rue du Maréchal Joffre à La Teste-de-Buch. Batteur de jazz, auteur, compositeur et chef d'orchestre plusieurs fois primé par l'Académie du jazz et par le Hot Club de France, il s'est produit avec de nombreux artistes sur les scènes du monde entier ;
- Gabrielle Piquer, joueuse de rugby à XV championne de France en 2023, y est née en 2000 ;
- Guillaume Vis dit Ramunchito (né en 1945 à La Teste-de-Buch), écarteur landais le plus titré de toute l'histoire de la course landaise à ce jour (2017) ;
- Baptiste Serin (né en 1994 à La Teste-de-Buch), rugbyman international français.
- Jean-Baptiste Taffart (1743-1780), magistrat et maître des requêtes, né à La Teste-de-Buch.

## Jumelages

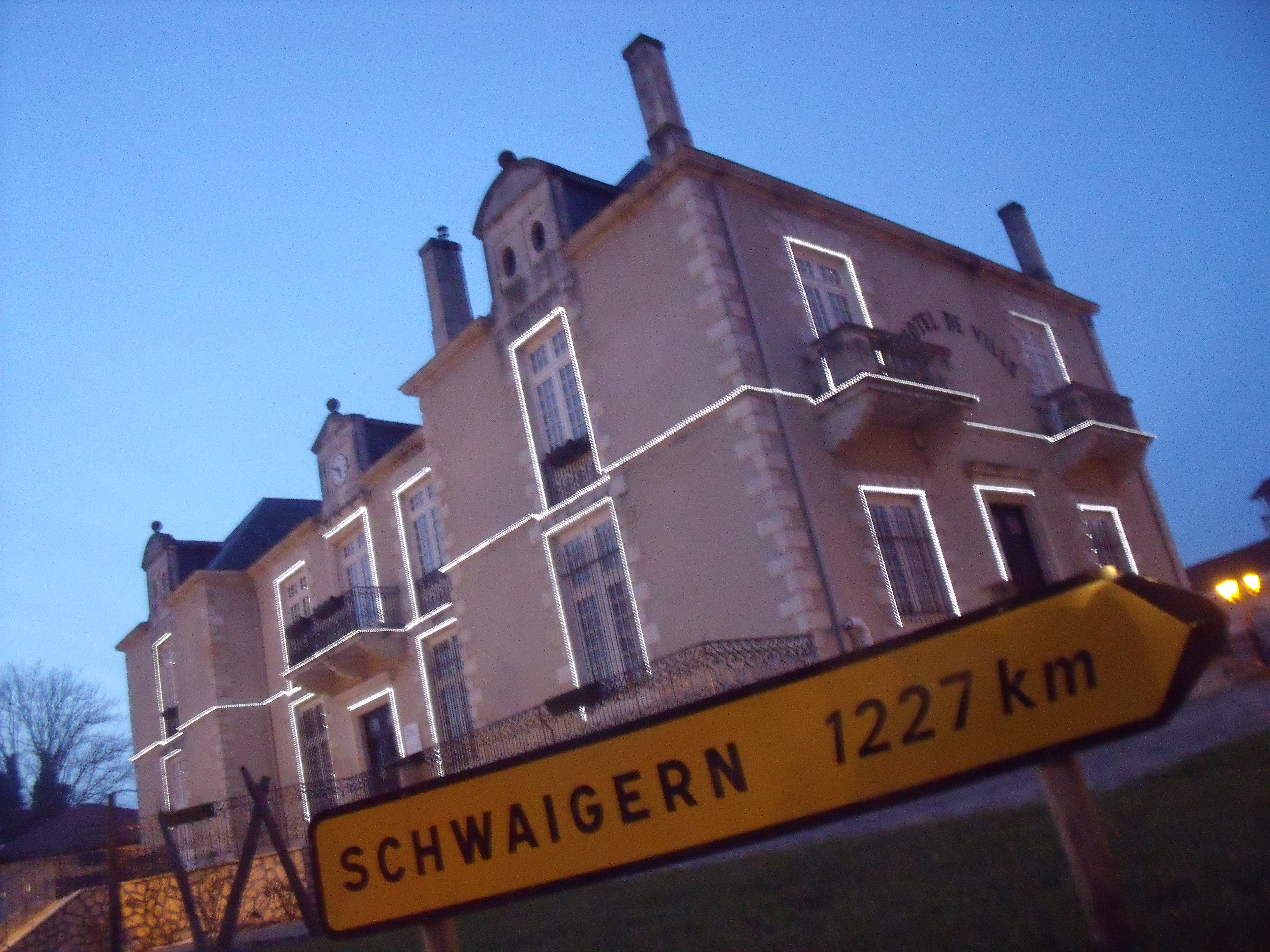
Panneau indiquant la direction de Schwaigern devant l'ancienne mairie.

La commune entretient des accords de coopération avec :
- Curepipe (Maurice) depuis 1957
- Binghamton (New York) (États-Unis) depuis 1987
- Schwaigern (Allemagne) depuis 2004
- Chipiona (Espagne) depuis 2006

## La Teste-de-Buch dans la littérature
Un ouvrage de fiction historique de l'auteur anglais Bernard Cornwell situe à La Teste un des épisodes de la saga épique de son héros Richard Sharpe. L'ouvrage dont le titre anglais est Sharpe's siege place l'action en 1814, quand les troupes anglaises de Wellington venues d'Espagne font route sur Paris.
Le roman historique Noirs embruns, de l'auteur français Abel Benamza, relate la saga d'une famille de chantier naval de La Teste-de-Buch depuis les années 1914 jusqu'aux années 1960.